# Liste des députés européens de la 10e législature
Dixième législature du Parlement européen
9e législature
 
 Séance plénière du 8 juillet 2025
Cette liste recense les députés au Parlement européen pour la 10e législature qui court à partir du 16 juillet 2024.
Huit groupes politiques sont constitués en début de législature : le groupe du Parti populaire européen, l'Alliance progressiste des socialistes et démocrates, les Patriotes pour l'Europe, les Conservateurs et réformistes européens, Renew Europe, le groupe des Verts/Alliance libre européenne, le groupe de la Gauche et le groupe de l'Europe des nations souveraines.

## Composition du Parlement européen par groupe politique

### Liste des groupes politiques
Huit groupes politiques sont constitués en début de législature qui commence officiellement le 16 juillet 2024 :
- Le premier groupe en nombre de députés est le groupe du Parti populaire européen, comme lors des deux précédentes législatures ;
- Le deuxième groupe est l'Alliance progressiste des socialistes et démocrates, comme lors des deux précédentes législatures ;
- Le troisième groupe est le nouveau groupe des Patriotes pour l'Europe, créé à partir du groupe Identité et démocratie de la 9e législature ;
- Le quatrième est le groupe des Conservateurs et réformistes européens, qui gagne une dizaine de députés par rapport à la législature précédente ;
- Le cinquième groupe est Renew Europe, qui perd une vingtaine de députés ;
- Le sixième groupe est le groupe des Verts/Alliance libre européenne, qui perd une quinzaine de députés ;
- Le septième groupe est celui de la Gauche, qui gagne une dizaine de députés ;
- Le dernier groupe est le nouveau groupe de l'Europe des nations souveraines, crée à la suite de l'exclusion de l'AfD du groupe Identité et Courage à la suite de propos polémiques de sa tête de liste Maximilian Krah.

Composition du parlement le 16/07/2024 en début de législature.
Composition du parlement au 4/6/2025.

| Groupe politique                   | Groupe politique                   | Groupe politique                                    | Tendance majoritaire                         | Nombre de députés                 | Nombre de députés               |
| Groupe politique                   | Groupe politique                   | Groupe politique                                    | Tendance majoritaire                         | 16 juillet 2024 début législature | 30 juillet 2025 dernière modif. |
| ---------------------------------- | ---------------------------------- | --------------------------------------------------- | -------------------------------------------- | --------------------------------- | ------------------------------- |
|                                    | PPE                                | Parti populaire européen                            | Libéral-conservatisme, démocratie chrétienne | 188                               | 188                             |
|                                    | S&D                                | Alliance progressiste des socialistes et démocrates | Social-démocratie, socialisme                | 136                               | 136                             |
|                                    | PfE                                | Patriotes pour l'Europe                             | Nationalisme, euroscepticisme                | 84                                | 84                              |
|                                    | CRE                                | Conservateurs et réformistes européens              | Conservatisme, euroscepticisme               | 78                                | 79                              |
|                                    | Renew                              | Renew Europe                                        | Libéralisme, fédéralisme                     | 77                                | 75                              |
|                                    | Verts/ALE                          | Les Verts/Alliance libre européenne                 | Écologie politique, régionalisme             | 53                                | 53                              |
|                                    | Gauche                             | Groupe de la Gauche                                 | Écosocialisme, communisme                    | 46                                | 46                              |
|                                    | ENS                                | L'Europe des nations souveraines                    | Nationalisme, euroscepticisme                | 25                                | 27                              |
| Total de députés membre de groupes | Total de députés membre de groupes | Total de députés membre de groupes                  | Total de députés membre de groupes           | 687                               | 688                             |
|                                    | Députés non-inscrits               | Députés non-inscrits                                | Députés non-inscrits                         | 32                                | 30                              |
|                                    | Siège(s) vacant(s)                 | Siège(s) vacant(s)                                  | Siège(s) vacant(s)                           | 1                                 | 2                               |
| Total des sièges                   | Total des sièges                   | Total des sièges                                    | Total des sièges                             | 720                               | 720                             |

- Composition du parlement le 16 juillet 2024
en début de législature.
- Composition du parlement au 4 juin 2025.

#### Historique de la composition des groupes
| Date               | Groupes | Groupes | Groupes   | Groupes | Groupes | Groupes | Groupes | Groupes | NI | Vacants |
| Date               | Gauche  | S&D     | Verts/ALE | Renew   | PPE     | CRE     | PfE     | ENS     | NI | Vacants |
| ------------------ | ------- | ------- | --------- | ------- | ------- | ------- | ------- | ------- | -- | ------- |
| Date               |         |         |           |         |         |         |         |         |    | Vacants |
| 16 juillet 2024    | 46      | 136     | 53        | 77      | 188     | 78      | 84      | 25      | 32 | 1       |
| 31 juillet 2024    | 46      | 136     | 53        | 77      | 188     | 78      | 83      | 25      | 32 | 2       |
| 1er août 2024      | 46      | 136     | 53        | 77      | 188     | 78      | 84      | 25      | 32 | 1       |
| 23 août 2024       | 46      | 135     | 53        | 77      | 188     | 78      | 84      | 25      | 32 | 2       |
| 1er septembre 2024 | 46      | 135     | 53        | 77      | 188     | 78      | 83      | 25      | 32 | 3       |
| 5 septembre 2024   | 46      | 136     | 53        | 77      | 188     | 78      | 83      | 25      | 32 | 2       |
| 22 septembre 2024  | 46      | 136     | 53        | 77      | 188     | 78      | 84      | 25      | 32 | 1       |
| 25 septembre 2024  | 46      | 136     | 53        | 77      | 187     | 78      | 84      | 25      | 32 | 2       |
| 26 septembre 2024  | 46      | 136     | 53        | 77      | 187     | 78      | 82      | 25      | 32 | 4       |
| 27 septembre 2024  | 46      | 136     | 53        | 77      | 187     | 78      | 84      | 25      | 32 | 2       |
| 1er octobre 2025   | 46      | 136     | 53        | 77      | 187     | 78      | 86      | 25      | 30 | 2       |
| 10 octobre 2024    | 46      | 136     | 53        | 77      | 188     | 78      | 86      | 25      | 30 | 1       |
| 30 novembre 2024   | 46      | 135     | 53        | 77      | 185     | 78      | 86      | 25      | 30 | 5       |
| 1er décembre 2024  | 46      | 135     | 53        | 77      | 186     | 78      | 86      | 25      | 30 | 4       |
| 2 décembre 2024    | 46      | 136     | 53        | 77      | 186     | 78      | 86      | 25      | 30 | 3       |
| 3 décembre 2024    | 46      | 136     | 53        | 77      | 187     | 78      | 86      | 25      | 30 | 2       |
| 5 décembre 2024    | 46      | 136     | 53        | 77      | 188     | 78      | 86      | 25      | 30 | 1       |
| 18 décembre 2024   | 46      | 136     | 53        | 77      | 188     | 80      | 86      | 25      | 28 | 1       |
| 23 décembre 2024   | 46      | 136     | 53        | 75      | 188     | 80      | 86      | 25      | 30 | 1       |
| Date               | Gauche  | S&D     | Verts/ALE | Renew   | PPE     | CRE     | PfE     | ENS     | NI | Vacants |
| Date               |         |         |           |         |         |         |         |         |    | Vacants |
| 22 janvier 2025    | 46      | 136     | 53        | 75      | 188     | 80      | 86      | 26      | 29 | 1       |
| 24 mars 2025       | 46      | 136     | 53        | 75      | 188     | 80      | 86      | 26      | 28 | 2       |
| 4 avril 2025       | 46      | 136     | 53        | 75      | 188     | 80      | 86      | 26      | 29 | 1       |
| 19 avril 2025      | 46      | 136     | 53        | 75      | 188     | 80      | 85      | 26      | 30 | 1       |
| 8 mai 2025         | 46      | 136     | 53        | 75      | 188     | 80      | 85      | 27      | 29 | 1       |
| 4 juin 2025        | 46      | 136     | 53        | 75      | 188     | 79      | 85      | 27      | 30 | 1       |
| 30 juillet 2025    | 46      | 136     | 53        | 75      | 188     | 79      | 84      | 27      | 30 | 2       |

## Liste des députés européens
Les députés européens sont classés par groupe politique dans lequel ils siègent. Ils sont ensuite classés par pays, puis par ordre alphabétique. Les lignes en grisé correspondent aux députés ayant quitté le groupe en cours de législature. Toutes les informations sont issues de l'annuaire des députés européens, notamment les partis politiques déclarés des députés, les fonctions au sein des groupes et les dates affichées. Le qualificatif indépendant ou indépendante exprime le fait que le député ou la députée n'est pas membre d'un parti ou n'en fait plus partie. Le qualificatif Aucune exprime le fait que le parti n'est pas affilié à une organisation européenne. L'indication ? exprime le fait que l'appartenance à une organisation européenne n'est pas connue. Il est indiqué entre crochets des changements de parti qui n'ont pas été signalés dans l'annuaire.

### Députés du groupe du Parti populaire européen

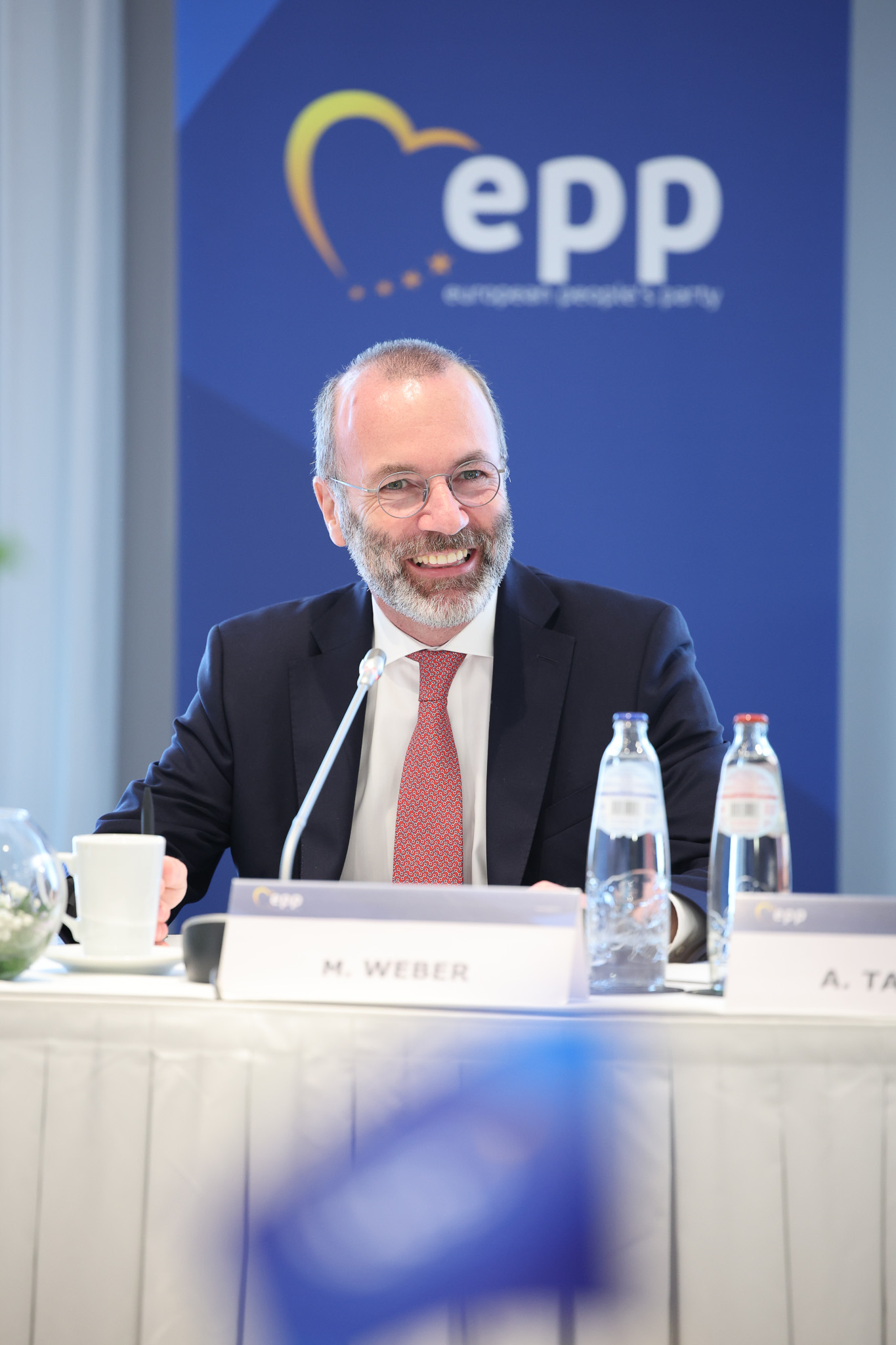
Manfred Weber,
président du Groupe du Parti populaire européen.

#### Évolution
Sont recensés ici les députés inscrits au groupe du Parti populaire européen (groupe PPE). Le groupe est majoritairement lié au Parti populaire européen (PPE). Il s'agit du groupe le plus nombreux, avec 188 députés en début de législature.
Le député allemand Manfred Weber de l'Union chrétienne-sociale en Bavière (CSU) est élu président du groupe PPE.

#### Liste complète
| Nom                          | Parti ou affiliation nationale | Parti ou affiliation nationale     | Pays       | Parti ou affiliation européenne | Notes                            |
| ---------------------------- | ------------------------------ | ---------------------------------- | ---------- | ------------------------------- | -------------------------------- |
| Mika Aaltola                 |                                | Parti de la coalition nationale    | Finlande   | PPE                             |                                  |
| Maravillas Abadía Jover      |                                | Parti populaire                    | Espagne    | PPE                             |                                  |
| Magdalena Adamowicz          |                                | Indépendante                       | Pologne    | PPE                             |                                  |
| Georgios Aftias              |                                | Nouvelle Démocratie                | Grèce      | PPE                             |                                  |
| Peter Agius                  |                                | Parti nationaliste                 | Malte      | PPE                             |                                  |
| Pablo Arias Echeverría       |                                | Parti populaire                    | Espagne    | PPE                             |                                  |
| Pascal Arimont               |                                | Christlich Soziale Partei          | Belgique   | PPE                             |                                  |
| Bartosz Arłukowicz           |                                | Plate-forme civique                | Pologne    | PPE                             |                                  |
| Wouter Beke                  |                                | Christen-Democratisch en Vlaams    | Belgique   | PPE                             |                                  |
| Fredis Beleris               |                                | Nouvelle Démocratie                | Grèce      | PPE                             | VP de la comm. PETI              |
| François-Xavier Bellamy      |                                | Les Républicains                   | France     | PPE                             | VP du groupe                     |
| Isabel Benjumea Benjumea     |                                | Parti populaire                    | Espagne    | PPE                             |                                  |
| Hildegard Bentele            |                                | Union chrétienne-démocrate         | Allemagne  | PPE                             | VP de la comm. DEVE              |
| Tom Berendsen                |                                | Appel chrétien-démocrate           | Pays-Bas   | PPE                             |                                  |
| Stefan Berger                |                                | Union chrétienne-démocrate         | Allemagne  | PPE                             |                                  |
| Alexander Bernhuber          |                                | Parti populaire                    | Autriche   | PPE                             |                                  |
| Ioan-Rareş Bogdan            |                                | Parti national libéral             | Roumanie   | PPE                             | VP de la comm. AFET              |
| Krzysztof Brejza             |                                | Plate-forme civique                | Pologne    | PPE                             |                                  |
| Nikolina Brnjac              |                                | Union démocratique croate          | Croatie    | PPE                             |                                  |
| Daniel Buda                  |                                | Parti national libéral             | Roumanie   | PPE                             | VP de la comm. AGRI              |
| Borys Budka                  |                                | Plate-forme civique                | Pologne    | PPE                             | Président de la comm. ITRE       |
| Sebastião Bugalho            |                                | Indépendant                        | Portugal   | Indépendant                     |                                  |
| Andrzej Buła                 |                                | Plate-forme civique                | Pologne    | PPE                             |                                  |
| Nina Carberry                |                                | Fine Gael                          | Irlande    | PPE                             |                                  |
| David Casa                   |                                | Parti nationaliste                 | Malte      | PPE                             |                                  |
| Daniel Caspary               |                                | Union chrétienne-démocrate         | Allemagne  | PPE                             |                                  |
| Laurent Castillo             |                                | Les Républicains                   | France     | PPE                             |                                  |
| Caterina Chinnici            |                                | Forza Italia                       | Italie     | PPE                             | VP de la comm. CONT              |
| Carmen Crespo Díaz           |                                | Parti populaire                    | Espagne    | PPE                             | Présidente de la comm. PECH      |
| Paulo Cunha                  |                                | Parti social-démocrate             | Portugal   | PPE                             |                                  |
| Henrik Dahl                  |                                | Alliance libérale                  | Danemark   | Indépendant                     |                                  |
| Dóra Dávid                   |                                | Parti Respect et liberté           | Hongrie    | Indépendante                    |                                  |
| Raúl de la Hoz Quintano      |                                | Parti populaire                    | Espagne    | PPE                             |                                  |
| Salvatore de Meo             |                                | Forza Italia                       | Italie     | PPE                             |                                  |
| Pilar del Castillo Vera      |                                | Parti populaire                    | Espagne    | PPE                             |                                  |
| Regina Doherty               |                                | Fine Gael                          | Irlande    | PPE                             | VP de la comm. FISC              |
| Christian Doleschal          |                                | Union chrétienne-sociale           | Allemagne  | PPE                             | VP de la comm. IMCO              |
| Paulo do Nascimento Cabral   |                                | Alliance démocratique              | Portugal   | Indépendant                     |                                  |
| Herbert Dorfmann             |                                | Parti populaire sud-tyrolien       | Italie     | PPE (observateur)               |                                  |
| Lena Düpont                  |                                | Union chrétienne-démocrate         | Allemagne  | PPE                             |                                  |
| Christian Ehler              |                                | Union chrétienne-démocrate         | Allemagne  | PPE                             |                                  |
| Rosa Estaràs Ferragut        |                                | Parti populaire                    | Espagne    | PPE                             | VP de la comm. FEMM              |
| Alma Ezcurra                 |                                | Parti populaire                    | Espagne    | PPE                             |                                  |
| Gheorghe Falcă               |                                | Parti national libéral             | Roumanie   | PPE                             |                                  |
| Marco Falcone                |                                | Forza Italia                       | Italie     | PPE                             |                                  |
| Jan Farský                   |                                | Maires et Indépendants             | Tchéquie   | Indépendant                     |                                  |
| Markus Ferber                |                                | Fine Gael                          | Irlande    | PPE                             | VP de la comm. FISC              |
| Loukás Fourlás               |                                | Rassemblement démocratique         | Chypre     | PPE                             |                                  |
| Michael Gahler               |                                | Union chrétienne-démocrate         | Allemagne  | PPE                             |                                  |
| Kamila Gasiuk-Pihowicz       |                                | Plate-forme civique                | Pologne    | PPE                             | VP de la comm. IMCO              |
| Gabriella Gerzsenyi          |                                | Parti Respect et liberté           | Hongrie    | Indépendante                    | VP de la comm. REGI              |
| Niels Geuking                |                                | Parti des familles                 | Allemagne  | Indépendant                     |                                  |
| Jens Gieseke                 |                                | Union chrétienne-démocrate         | Allemagne  | PPE                             |                                  |
| Borja Giménez Larraz         |                                | Parti populaire                    | Espagne    | PPE                             |                                  |
| Sunčana Glavak               |                                | Union démocratique croate          | Croatie    | PPE                             |                                  |
| Christophe Gomart            |                                | Les Républicains                   | France     | PPE                             | VP de la comm. SEDE              |
| Esteban González Pons        |                                | Parti populaire                    | Espagne    | PPE                             | VP du Parlement Européen         |
| Dirk Gotink                  |                                | Nouveau Contrat social             | Pays-Bas   | Indépendant                     |                                  |
| Branko Grims                 |                                | Parti démocratique                 | Slovénie   | PPE                             |                                  |
| Hanna Gronkiewicz-Waltz      |                                | Plate-forme civique                | Pologne    | PPE                             |                                  |
| Andrzej Halicki              |                                | Plate-forme civique                | Pologne    | PPE                             | VP du groupe                     |
| Niels Flemming Hansen        |                                | Parti populaire conservateur       | Danemark   | PPE                             |                                  |
| Mircea-Gheorghe Hava         |                                | Parti national libéral             | Roumanie   | PPE                             |                                  |
| Niclas Herbst                |                                | Union chrétienne-démocrate         | Allemagne  | PPE                             | Président de la comm. CONT       |
| Esther Herranz García        |                                | Parti populaire                    | Espagne    | PPE                             | VP de la comm. ENVI              |
| Krzysztof Hetman             |                                | Parti paysan                       | Pologne    | PPE                             |                                  |
| Monika Hohlmeier             |                                | Union chrétienne-sociale           | Allemagne  | PPE                             | VP de la comm. BUDG              |
| Sérgio Humberto              |                                | Alliance démocratique              | Portugal   | Indépendant                     |                                  |
| Céline Imart                 |                                | Les Républicains                   | France     | PPE                             |                                  |
| Adam Jarubas                 |                                | Parti paysan                       | Pologne    | PPE                             | Président de la comm. SANT       |
| Dariusz Joński               |                                | Initiative polonaise               | Pologne    | Indépendant                     |                                  |
| Rasa Juknevičienė            |                                | TS-LKD                             | Lituanie   | PPE                             |                                  |
| Sandra Kalniete              |                                | Unité                              | Lettonie   | PPE                             |                                  |
| Radan Kanev                  |                                | Démocrates pour une Bulgarie forte | Bulgarie   | PPE                             |                                  |
| Manólis Kefaloyiánnis        |                                | Nouvelle Démocratie                | Grèce      | PPE                             |                                  |
| Seán Kelly                   |                                | Fine Gael                          | Irlande    | PPE                             |                                  |
| Martine Kemp                 |                                | Parti populaire chrétien-social    | Luxembourg | PPE                             |                                  |
| Sophia Kircher               |                                | Parti populaire                    | Autriche   | PPE                             | VP de la comm. TRAN              |
| Stefan Köhler                |                                | Union chrétienne-sociale           | Allemagne  | PPE                             |                                  |
| Łukasz Kohut                 |                                | Indépendant                        | Pologne    | Indépendant                     | VP de la comm. DROI              |
| Arba Kokalari                |                                | Modérés                            | Suède      | PPE                             |                                  |
| Ondřej Kolar                 |                                | TOP 09                             | Tchéquie   | PPE                             |                                  |
| Kinga Kollár                 |                                | Parti Respect et liberté           | Hongrie    | Indépendante                    |                                  |
| Ewa Kopacz                   |                                | Plate-forme civique                | Pologne    | PPE                             | VP du Parlement Européen         |
| Andrey Kovatchev             |                                | GERB                               | Bulgarie   | PPE                             | Q du Parlement Européen          |
| András Tivadar Kulja         |                                | Parti Respect et liberté           | Hongrie    | Indépendant                     | VP de la comm. ENVI              |
| Eszter Lakos                 |                                | Parti Respect et liberté           | Hongrie    | Indépendante                    |                                  |
| Iliya Lazarov                |                                | Union des forces démocratiques     | Bulgarie   | PPE                             |                                  |
| Isabelle Le Callennec        |                                | Les Républicains                   | France     | PPE                             |                                  |
| Jeroen Lenaers               |                                | Appel chrétien-démocrate           | Pays-Bas   | PPE                             | VP du groupe                     |
| Janusz Lewandowski           |                                | Plate-forme civique                | Pologne    | PPE                             | VP de la comm. BUDG              |
| Miriam Lexmann               |                                | Mouvement chrétien-démocrate       | Slovaquie  | PPE                             | Q du Parlement Européen          |
| Peter Liese                  |                                | Union chrétienne-démocrate         | Allemagne  | PPE                             |                                  |
| Norbert Lins                 |                                | Union chrétienne-démocrate         | Allemagne  | PPE                             | VP de la comm. AGRI              |
| Reinhold Lopatka             |                                | Parti populaire                    | Autriche   | PPE                             |                                  |
| Antonio López-Istúriz White  |                                | Parti populaire                    | Espagne    | PPE                             |                                  |
| Elżbieta Łukacijewska        |                                | Plate-forme civique                | Pologne    | PPE                             |                                  |
| David McAllister             |                                | Union chrétienne-démocrate         | Allemagne  | PPE                             | Président de la comm. AFET       |
| Péter Magyar                 |                                | Parti Respect et liberté           | Hongrie    | PPE                             | VP de la comm. AFCO              |
| Lukas Mandl                  |                                | Parti populaire                    | Autriche   | PPE                             |                                  |
| Jagna Marczułajtis-Walczak   |                                | Plate-forme civique                | Pologne    | PPE                             | VP de la comm. EMPL              |
| Fulvio Martusciello          |                                | Forza Italia                       | Italie     | PPE                             |                                  |
| Gabriel Mato                 |                                | Parti populaire                    | Espagne    | PPE                             |                                  |
| Eva Maydell                  |                                | GERB                               | Bulgarie   | PPE                             |                                  |
| Liudas Mažylis               |                                | TS-LKD                             | Lituanie   | PPE                             |                                  |
| Alexandra Mehnert            |                                | Union chrétienne-démocrate         | Allemagne  | PPE                             |                                  |
| Vangelis Meimarakis          |                                | Nouvelle Démocratie                | Grèce      | PPE                             |                                  |
| Eleonora Meleti              |                                | Nouvelle Démocratie                | Grèce      | PPE                             |                                  |
| Verena Mertens               |                                | Union chrétienne-démocrate         | Allemagne  | PPE                             |                                  |
| Roberta Metsola              |                                | Parti nationaliste                 | Malte      | PPE                             | Présidente du Parlement européen |
| Francisco José Millán Mon    |                                | Parti populaire                    | Espagne    | PPE                             |                                  |
| Dolors Montserrat            |                                | Parti populaire                    | Espagne    | PPE                             | VP de la comm. PETI et du groupe |
| Nadine Morano                |                                | Les Républicains                   | France     | PPE                             |                                  |
| Letizia Moratti              |                                | Forza Italia                       | Italie     | PPE                             |                                  |
| Dan-Ştefan Motreanu          |                                | Parti national libéral             | Roumanie   | PPE                             |                                  |
| Siegfried Mureșan            |                                | Parti national libéral             | Roumanie   | PPE                             | VP du groupe                     |
| Fernando Navarrete Rojas     |                                | Parti populaire                    | Espagne    | PPE                             |                                  |
| Danuše Nerudová              |                                | Maires et Indépendants             | Tchéquie   | Indépendante                    |                                  |
| Elena Nevado del Campo       |                                | Parti populaire                    | Espagne    | PPE                             |                                  |
| Angelika Niebler             |                                | Union chrétienne-sociale           | Allemagne  | PPE                             |                                  |
| Luděk Niedermayer            |                                | TOP 09                             | Tchéquie   | PPE                             | VP de la comm. ECON              |
| Andrey Novakov               |                                | GERB                               | Bulgarie   | PPE                             |                                  |
| Mirosława Nykiel             |                                | Plate-forme civique                | Pologne    | PPE                             |                                  |
| Nicolás Pascual de la Parte  |                                | Parti populaire                    | Espagne    | PPE                             |                                  |
| Ana Miguel Pedro             |                                | CDS – Parti populaire              | Portugal   | PPE                             |                                  |
| Lídia Pereira                |                                | Parti social-démocrate             | Portugal   | PPE                             | VP du groupe                     |
| Sirpa Pietikäinen            |                                | Parti de la coalition nationale    | Finlande   | PPE                             |                                  |
| Jessica Polfjärd             |                                | Modérés                            | Suède      | PPE                             | VP de la comm. PECH              |
| Virgil-Daniel Popescu        |                                | Parti national libéral             | Roumanie   | PPE                             |                                  |
| Giusi Princi                 |                                | Forza Italia                       | Italie     | PPE                             |                                  |
| Jacek Protas                 |                                | Plate-forme civique                | Pologne    | PPE                             |                                  |
| Emil Radev                   |                                | GERB                               | Bulgarie   | PPE                             | VP de la comm. JURI              |
| Dennis Radtke                |                                | Union chrétienne-démocrate         | Allemagne  | PPE                             |                                  |
| Jüri Ratas                   |                                | Isamaa                             | Estonie    | PPE                             |                                  |
| Karlo Ressler                |                                | Union démocratique croate          | Croatie    | PPE                             |                                  |
| Manuela Ripa                 |                                | Parti écologiste-démocrate         | Allemagne  | Indépendante                    |                                  |
| Massimiliano Salini          |                                | Forza Italia                       | Italie     | PPE                             | VP du groupe                     |
| Aura Salla                   |                                | Parti de la coalition nationale    | Finlande   | PPE                             |                                  |
| Paulius Saudargas            |                                | TS-LKD                             | Lituanie   | PPE                             |                                  |
| Oliver Schenk                |                                | Union chrétienne-démocrate         | Allemagne  | PPE                             |                                  |
| Christine Schneider          |                                | Union chrétienne-démocrate         | Allemagne  | PPE                             |                                  |
| Andreas Schwab               |                                | Union chrétienne-démocrate         | Allemagne  | PPE                             |                                  |
| Ralf Seekatz                 |                                | Union chrétienne-démocrate         | Allemagne  | PPE                             |                                  |
| Bartłomiej Sienkiewicz       |                                | Plate-forme civique                | Pologne    | PPE                             |                                  |
| Sven Simon                   |                                | Union chrétienne-démocrate         | Allemagne  | PPE                             | Président de la comm. AFCO       |
| Sander Smit                  |                                | Mouvement agriculteur-citoyen      | Pays-Bas   | Indépendant                     | VP de la comm. PECH              |
| Tomislav Sokol               |                                | Union démocratique croate          | Croatie    | PPE                             |                                  |
| Susana Solís Pérez           |                                | Parti populaire                    | Espagne    | PPE                             |                                  |
| Liesbet Sommen               |                                | Christen-Democratisch en Vlaams    | Belgique   | PPE                             |                                  |
| Hélder Sousa Silva           |                                | Parti social-démocrate             | Portugal   | PPE                             |                                  |
| Davor Ivo Stier              |                                | Union démocratique croate          | Croatie    | PPE                             |                                  |
| Michał Szczerba              |                                | Plate-forme civique                | Pologne    | PPE                             |                                  |
| Zoltán Tarr                  |                                | Parti Respect et liberté           | Hongrie    | Indépendante                    |                                  |
| Alice Teodorescu Måwe        |                                | Chrétiens-démocrates               | Suède      | PPE                             |                                  |
| Ingeborg Ter Laak            |                                | Appel chrétien-démocrate           | Pays-Bas   | PPE                             |                                  |
| Riho Terras                  |                                | Isamaa                             | Estonie    | PPE                             | VP de la comm. SEDE              |
| Tomas Tobé                   |                                | Modérés                            | Suède      | PPE                             | VP du groupe                     |
| Zala Tomašič                 |                                | Parti démocratique                 | Slovénie   | PPE                             |                                  |
| Romana Tomc                  |                                | Parti démocratique                 | Slovénie   | PPE                             | VP du groupe                     |
| Matei Tonin                  |                                | Nouvelle Slovénie                  | Slovénie   | PPE                             |                                  |
| Flavio Tosi                  |                                | Forza Italia                       | Italie     | PPE                             |                                  |
| Pekka Toveri                 |                                | Parti de la coalition nationale    | Finlande   | PPE                             |                                  |
| Dmitris Tsiodras             |                                | Nouvelle Démocratie                | Grèce      | PPE                             |                                  |
| Inese Vaidere                |                                | Unité                              | Lettonie   | PPE                             |                                  |
| Adina Vǎlean                 |                                | Parti national libéral             | Roumanie   | PPE                             |                                  |
| Jessika van Leewen           |                                | Mouvement agriculteur-citoyen      | Pays-Bas   | Indépendant                     |                                  |
| Sabine Verheyen              |                                | Union chrétienne-démocrate         | Allemagne  | PPE                             | VP du Parlement Européen         |
| Loránt Vincze                |                                | Union démocrate magyare            | Roumanie   | PPE                             |                                  |
| Axel Voss                    |                                | Union chrétienne-démocrate         | Allemagne  | PPE                             |                                  |
| Elissavet Vozemberg-Vrionidi |                                | Nouvelle Démocratie                | Grèce      | PPE                             | Présidente de la comm. TRAN      |
| Adrián Vázquez Lázara        |                                | Parti populaire                    | Espagne    | PPE                             | VP de la comm. AFCO              |
| Maria Walsh                  |                                | Fine Gael                          | Irlande    | PPE                             |                                  |
| Marion Walsmann              |                                | Union chrétienne-démocrate         | Allemagne  | PPE                             | VP de la comm. JURI              |
| Jörgen Warborn               |                                | Modérés                            | Suède      | PPE                             |                                  |
| Michał Wawrykiewicz          |                                | Indépendant                        | Pologne    | Indépendant                     |                                  |
| Marta Wcisło                 |                                | Plate-forme civique                | Pologne    | PPE                             |                                  |
| Manfred Weber                |                                | Union chrétienne-sociale           | Allemagne  | PPE                             | Président du groupe              |
| Andrea Wechsler              |                                | Union chrétienne-démocrate         | Allemagne  | PPE                             |                                  |
| Iuliu Winkler                |                                | Union démocrate magyare            | Roumanie   | PPE                             | VP de la comm. INTA              |
| Angelika Winzig              |                                | Parti populaire                    | Autriche   | PPE                             |                                  |
| Isabel Wiseler-Lima          |                                | Parti populaire chrétien-social    | Luxembourg | PPE                             |                                  |
| Javier Zarzalejos            |                                | Parti populaire                    | Espagne    | PPE                             |                                  |
| Tomáš Zdechovský             |                                | KDU-CSL                            | Tchéquie   | PPE                             |                                  |
| Bogdan Zdrojewski            |                                | Plate-forme civique                | Pologne    | PPE                             | VP de la comm. CULT              |
| Juan Ignacio Zoido           |                                | Parti populaire                    | Espagne    | PPE                             |                                  |
| Željana Zovko                |                                | Union démocratique croate          | Croatie    | PPE                             | VP du groupe                     |
| Milan Zver                   |                                | Parti démocratique                 | Slovénie   | PPE                             |                                  |

### Députés du groupe de l'Alliance progressiste des socialistes et démocrates

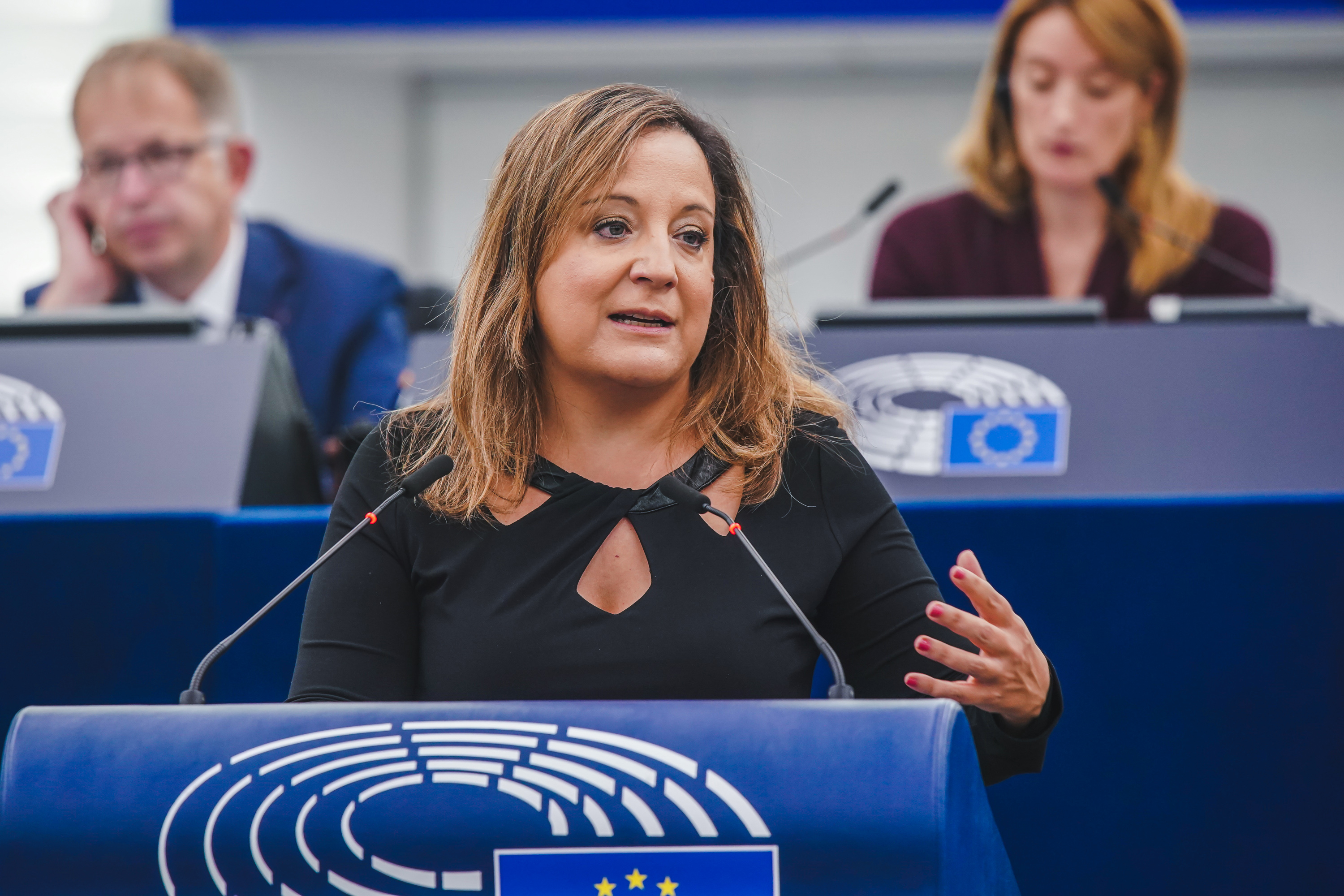
Iratxe García, présidente du groupe Alliance progressiste des socialistes et démocrates.

#### Évolution
Sont recensés ici les députés inscrits au groupe de l'Alliance progressiste des socialistes et démocrates au Parlement européen (S&D). Le groupe est majoritairement lié au Parti socialiste européen (PSE). Il s'agit du 2e groupe le plus nombreux avec 136 députés en début de législature.
La députée espagnole Iratxe García du Parti socialiste ouvrier espagnol (PSOE) est réélue présidente du groupe S&D.

#### Liste complète
| Nom                         | Parti ou affiliation nationale | Parti ou affiliation nationale          | Pays       | Parti ou affiliation européenne | Notes                                                 |
| --------------------------- | ------------------------------ | --------------------------------------- | ---------- | ------------------------------- | ----------------------------------------------------- |
| Alex Agius Saliba           |                                | Parti travailliste                      | Malte      | PSE                             | VP du groupe                                          |
| Vytenis Andriukaitis        |                                | Parti social-démocrate                  | Lituanie   | PSE                             |                                                       |
| Marc Angel                  |                                | Parti ouvrier socialiste                | Luxembourg | PSE                             | Q du Parlement européen                               |
| Lucia Annunziata            |                                | Parti démocrate                         | Italie     | PSE                             |                                                       |
| Sakis Arnaoutoglou          |                                | Mouvement socialiste panhellénique      | Grèce      | PSE                             |                                                       |
| Francisco Assis             |                                | Parti socialiste                        | Portugal   | PSE                             |                                                       |
| Daniel Attard               |                                | Parti travailliste                      | Malte      | PSE                             |                                                       |
| Thomas Bajada               |                                | Parti travailliste                      | Malte      | PSE                             |                                                       |
| Laura Ballarín Cereza       |                                | Parti socialiste ouvrier                | Espagne    | PSE                             |                                                       |
| Katarina Barley             |                                | Parti social-démocrate                  | Allemagne  | PSE                             | VP du Parlement européen                              |
| Adrian-Dragoş Benea         |                                | Parti social-démocrate                  | Roumanie   | PSE                             | Président de la comm. REGI                            |
| Brando Benifei              |                                | Parti démocrate                         | Italie     | PSE                             |                                                       |
| Robert Biedroń              |                                | Nouvelle Gauche                         | Pologne    | PSE                             | VP de la comm. DEVE                                   |
| Gabriele Bischoff           |                                | Parti social-démocrate                  | Allemagne  | PSE                             | VP de la comm. AFCO et du groupe                      |
| Vilija Blinkevičiūtė        |                                | Parti social-démocrate                  | Lituanie   | PSE                             |                                                       |
| Stefano Bonaccini           |                                | Parti démocrate                         | Italie     | PSE                             |                                                       |
| Biljana Borzan              |                                | Parti social-démocrate                  | Croatie    | PSE                             |                                                       |
| Udo Bullmann                |                                | Parti social-démocrate                  | Allemagne  | PSE                             |                                                       |
| Delara Burkhardt            |                                | Parti social-démocrate                  | Allemagne  | PSE                             |                                                       |
| Gheorghe Cârciu             |                                | Parti social-démocrate                  | Roumanie   | PSE                             |                                                       |
| José Cepeda                 |                                | Parti socialiste ouvrier                | Espagne    | PSE                             |                                                       |
| Estelle Ceulemans           |                                | Parti socialiste                        | Belgique   | PSE                             |                                                       |
| Mohammed Chahim             |                                | Parti travailliste                      | Pays-Bas   | PSE                             | VP du groupe                                          |
| Christophe Clergeau         |                                | Parti socialiste                        | France     | PSE                             | VP du groupe                                          |
| Annalisa Corrado            |                                | Parti démocrate                         | Italie     | PSE                             |                                                       |
| Vivien Costanzo             |                                | Parti social-démocrate                  | Allemagne  | PSE                             |                                                       |
| Tobias Cremer               |                                | Parti social-démocrate                  | Allemagne  | PSE                             |                                                       |
| Andi Cristea                |                                | Parti social-démocrate                  | Roumanie   | PSE                             |                                                       |
| Johan Danielsson            |                                | Parti social-démocrate des travailleurs | Suède      | PSE                             | VP de la comm. EMPL                                   |
| Antonio Decaro              |                                | Parti démocrate                         | Italie     | PSE                             | Président de la comm. ENVI                            |
| Adnan Dibrani               |                                | Parti social-démocrate des travailleurs | Suède      | PSE                             |                                                       |
| Vasile Dîncu                |                                | Parti social-démocrate                  | Roumanie   | PSE                             |                                                       |
| Elio Di Rupo                |                                | Parti socialiste                        | Belgique   | PSE                             |                                                       |
| Klára Dobrev                |                                | Coalition démocratique                  | Hongrie    | Indépendante                    |                                                       |
| Matthias Ecke               |                                | Parti social-démocrate                  | Allemagne  | PSE                             | VP de la comm. FISC                                   |
| Sofie Eriksson              |                                | Parti social-démocrate des travailleurs | Suède      | PSE                             |                                                       |
| Jonás Fernández             |                                | Parti socialiste ouvrier                | Espagne    | PSE                             |                                                       |
| Gabriela Firea              |                                | Parti social-démocrate                  | Roumanie   | PSE                             |                                                       |
| Claire Fita                 |                                | Parti socialiste                        | France     | PSE                             |                                                       |
| Heléne Fritzon              |                                | Parti social-démocrate des travailleurs | Suède      | PSE                             | VP du groupe                                          |
| Niels Fuglsang              |                                | Social-démocratie                       | Danemark   | PSE                             |                                                       |
| Lina Gálvez Muñoz           |                                | Parti socialiste ouvrier                | Espagne    | PSE                             | Présidente de la comm. FEMM                           |
| Iratxe García               |                                | Parti socialiste ouvrier                | Espagne    | PSE                             | Présidente du groupe                                  |
| Jens Geier                  |                                | Parti social-démocrate                  | Allemagne  | PSE                             |                                                       |
| Jean-Marc Germain           |                                | Parti socialiste                        | France     | PSE                             |                                                       |
| Raphaël Glucksmann          |                                | Place publique                          | France     | Indépendant                     |                                                       |
| Isilda Gomes                |                                | Parti socialiste                        | Portugal   | PSE                             |                                                       |
| Sandra Gómez López          |                                | Parti socialiste ouvrier                | Espagne    | PSE                             |                                                       |
| Bruno Gonçalves             |                                | Parti socialiste                        | Portugal   | PSE                             |                                                       |
| Sérgio Gonçalves            |                                | Parti socialiste                        | Portugal   | PSE                             |                                                       |
| Nicolás González Casares    |                                | Parti socialiste ouvrier                | Espagne    | PSE                             |                                                       |
| Giorgio Gori                |                                | Parti démocrate                         | Italie     | PSE                             | VP de la comm. ITRE                                   |
| Maria Grapini               |                                | Parti social-démocrate                  | Roumanie   | PSE                             | VP de la comm. IMCO                                   |
| Elisabeth Grossmann         |                                | Parti social-démocrate                  | Autriche   | PSE                             |                                                       |
| Elisabetta Gualmini         |                                | Parti démocrate                         | Italie     | PSE                             |                                                       |
| Maria Guzenina              |                                | Parti social-démocrate                  | Finlande   | PSE                             |                                                       |
| Hannes Heide                |                                | Parti social-démocrate                  | Autriche   | PSE                             |                                                       |
| Eero Heinäluoma             |                                | Parti social-démocrate                  | Finlande   | PSE                             | VP du groupe                                          |
| Alicia Homs Ginel           |                                | Parti socialiste ouvrier                | Espagne    | PSE                             |                                                       |
| Evin Incir                  |                                | Parti social-démocrate des travailleurs | Suède      | PSE                             |                                                       |
| Hana Jalloul                |                                | Parti socialiste ouvrier                | Espagne    | PSE                             | VP de la comm. AFET                                   |
| Romana Jerković             |                                | Parti social-démocrate                  | Croatie    | PSE                             | VP de la comm. SANT                                   |
| Pierre Jouvet               |                                | Parti socialiste                        | France     | PSE                             |                                                       |
| François Kalfon             |                                | Parti socialiste                        | France     | PSE                             |                                                       |
| Marina Kaljurand            |                                | Parti social-démocrate                  | Estonie    | PSE                             | VP de la comm. LIBE                                   |
| Aurore Lalucq               |                                | Place publique                          | France     | Indépendante                    | Présidente de la comm. ECON                           |
| Bernd Lange                 |                                | Parti social-démocrate                  | Allemagne  | PSE                             | Président de la comm. INTA et de la conf. prés. comm. |
| Murielle Laurent            |                                | Parti socialiste                        | France     | PSE                             |                                                       |
| Camilla Laureti             |                                | Parti démocrate                         | Italie     | PSE                             | VP du groupe                                          |
| Javi López                  |                                | Parti des socialistes de Catalogne      | Espagne    | PSE                             | VP du Parlement européen                              |
| Juan Fernando López Aguilar |                                | Parti socialiste ouvrier                | Espagne    | PSE                             |                                                       |
| César Luena                 |                                | Parti socialiste ouvrier                | Espagne    | PSE                             |                                                       |
| Giuseppe Lupo               |                                | Parti démocrate                         | Italie     | PSE                             | VP de la comm. BUDG                                   |
| Cristina Maestre            |                                | Parti socialiste ouvrier                | Espagne    | PSE                             |                                                       |
| Marit Maij                  |                                | Parti travailliste                      | Pays-Bas   | PSE                             |                                                       |
| Claudiu Manda               |                                | Parti social-démocrate                  | Roumanie   | PSE                             | VP de la comm. CONT                                   |
| Yannis Maniatis             |                                | Mouvement socialiste panhellénique      | Grèce      | PSE                             | VP du groupe                                          |
| Pierfrancesco Maran         |                                | Parti démocrate                         | Italie     | PSE                             |                                                       |
| Costas Mavrides             |                                | Parti démocrate                         | Chypre     | Indépendant                     |                                                       |
| Nora Mebarek                |                                | Parti socialiste                        | France     | PSE                             | VP de la comm. REGI                                   |
| Ana Catarina Mendes         |                                | Parti socialiste                        | Portugal   | PSE                             | VP du groupe                                          |
| Idoia Mendia Cueva          |                                | Parti socialiste ouvrier                | Espagne    | PSE                             |                                                       |
| Sven Mikser                 |                                | Parti social-démocrate                  | Estonie    | PSE                             |                                                       |
| Csaba Molnár                |                                | Coalition démocratique                  | Hongrie    | Indépendante                    |                                                       |
| Javier Moreno Sánchez       |                                | Parti socialiste ouvrier                | Espagne    | PSE                             |                                                       |
| Alessandra Moretti          |                                | Parti démocrate                         | Italie     | PSE                             |                                                       |
| Ştefan Mușoiu               |                                | Parti social-démocrate                  | Roumanie   | PSE                             |                                                       |
| Dario Nardella              |                                | Parti démocrate                         | Italie     | PSE                             |                                                       |
| Victor Negrescu             |                                | Parti social-démocrate                  | Roumanie   | PSE                             | VP du Parlement européen                              |
| Matjaž Menec                |                                | Sociaux-démocrates                      | Slovénie   | PSE                             |                                                       |
| Dan Nica                    |                                | Parti social-démocrate                  | Roumanie   | PSE                             |                                                       |
| Maria Noichl                |                                | Parti social-démocrate                  | Allemagne  | PSE                             |                                                       |
| Aodhán Ó Ríordáin           |                                | Parti travailliste                      | Irlande    | PSE                             |                                                       |
| Leire Pajín                 |                                | Parti socialiste ouvrier                | Espagne    | PSE                             |                                                       |
| Nikos Papandreou            |                                | Mouvement socialiste panhellénique      | Grèce      | PSE                             |                                                       |
| Thomas Pellerin-Carlin      |                                | Place publique                          | France     | Indépendante                    |                                                       |
| Tsvetelina Penkova          |                                | Parti socialiste                        | Bulgarie   | PSE                             | VP de la comm. ITRE                                   |
| Pina Picierno               |                                | Parti démocrate                         | Italie     | PSE                             | VP du Parlement européen                              |
| Tonino Picula               |                                | Parti social-démocrate                  | Croatie    | PSE                             |                                                       |
| Emma Rafowicz               |                                | Parti socialiste                        | France     | PSE                             | VP de la comm. CULT                                   |
| Evelyn Regner               |                                | Parti social-démocrate                  | Autriche   | PSE                             |                                                       |
| René Repasi                 |                                | Parti social-démocrate                  | Allemagne  | PSE                             |                                                       |
| Sabrina Repp                |                                | Parti social-démocrate                  | Allemagne  | PSE                             |                                                       |
| Thijs Reuten                |                                | Parti travailliste                      | Pays-Bas   | PSE                             |                                                       |
| Mateo Ricci                 |                                | Parti démocrate                         | Italie     | PSE                             | VP de la comm. TRAN                                   |
| Chloé Ridel                 |                                | Parti socialiste                        | France     | PSE                             |                                                       |
| André Rodrigues             |                                | Parti socialiste                        | Portugal   | PSE                             |                                                       |
| Marcos Ros Sempere          |                                | Parti socialiste ouvrier                | Espagne    | PSE                             |                                                       |
| Sandro Ruotolo              |                                | Parti démocrate                         | Italie     | PSE                             |                                                       |
| Nacho Sánchez Amor          |                                | Parti socialiste ouvrier                | Espagne    | PSE                             |                                                       |
| Elena Sancho Murillo        |                                | Parti socialiste ouvrier                | Espagne    | PSE                             |                                                       |
| Eric Sargiacomo             |                                | Parti socialiste                        | France     | PSE                             | VP de la comm. AGRI                                   |
| Christel Schaldemose        |                                | Social-démocratie                       | Danemark   | PSE                             | VP du Parlement européen                              |
| Joanna Scheuring-Wielgus    |                                | Nouvelle Gauche                         | Pologne    | PSE                             |                                                       |
| Andreas Schieder            |                                | Parti social-démocrate                  | Autriche   | PSE                             |                                                       |
| Rosa Serrano Sierra         |                                | Parti socialiste ouvrier                | Espagne    | PSE                             |                                                       |
| Günther Sidl                |                                | Parti social-démocrate                  | Autriche   | PSE                             |                                                       |
| Birgit Sippel               |                                | Parti social-démocrate                  | Allemagne  | PSE                             |                                                       |
| Krzysztof Śmiszek           |                                | Nouvelle Gauche                         | Pologne    | PSE                             |                                                       |
| Cecilia Strada              |                                | Parti démocrate                         | Italie     | PSE                             |                                                       |
| Marco Tarquinio             |                                | Parti démocrate                         | Italie     | PSE                             |                                                       |
| Carla Tavares               |                                | Parti socialiste                        | Portugal   | PSE                             |                                                       |
| Marta Temido                |                                | Parti socialiste                        | Portugal   | PSE                             | VP de la comm. DROI                                   |
| Irene Tinagli               |                                | Parti démocrate                         | Italie     | PSE                             |                                                       |
| Bruno Tobback               |                                | Vooruit                                 | Belgique   | PSE                             |                                                       |
| Raffaele Topo               |                                | Parti démocrate                         | Italie     | PSE                             |                                                       |
| Mihai Tudose                |                                | Parti social-démocrate                  | Roumanie   | PSE                             | VP de la comm. SEDE                                   |
| Nils Ušakovs                |                                | Parti social-démocrate « Harmonie »     | Lettonie   | PSE                             | VP de la comm. PETI                                   |
| Kathleen Van Brempt         |                                | Vooruit                                 | Belgique   | PSE                             | VP de la comm. INTA et du groupe                      |
| Marko Vešligaj              |                                | Parti social-démocrate                  | Croatie    | PSE                             |                                                       |
| Kristian Viguenin           |                                | Parti socialiste                        | Bulgarie   | PSE                             |                                                       |
| Marianne Vind               |                                | Social-démocratie                       | Danemark   | PSE                             |                                                       |
| Tiemo Wölken                |                                | Parti social-démocrate                  | Allemagne  | PSE                             |                                                       |
| Lara Wolters                |                                | Parti travailliste                      | Pays-Bas   | PSE                             | VP de la comm. JURI                                   |
| Alessandro Zan              |                                | Parti démocrate                         | Italie     | PSE                             | VP de la comm. LIBE                                   |
| Nicola Zingaretti           |                                | Parti démocrate                         | Italie     | PSE                             |                                                       |

### Députés du groupe des Patriotes pour l'Europe

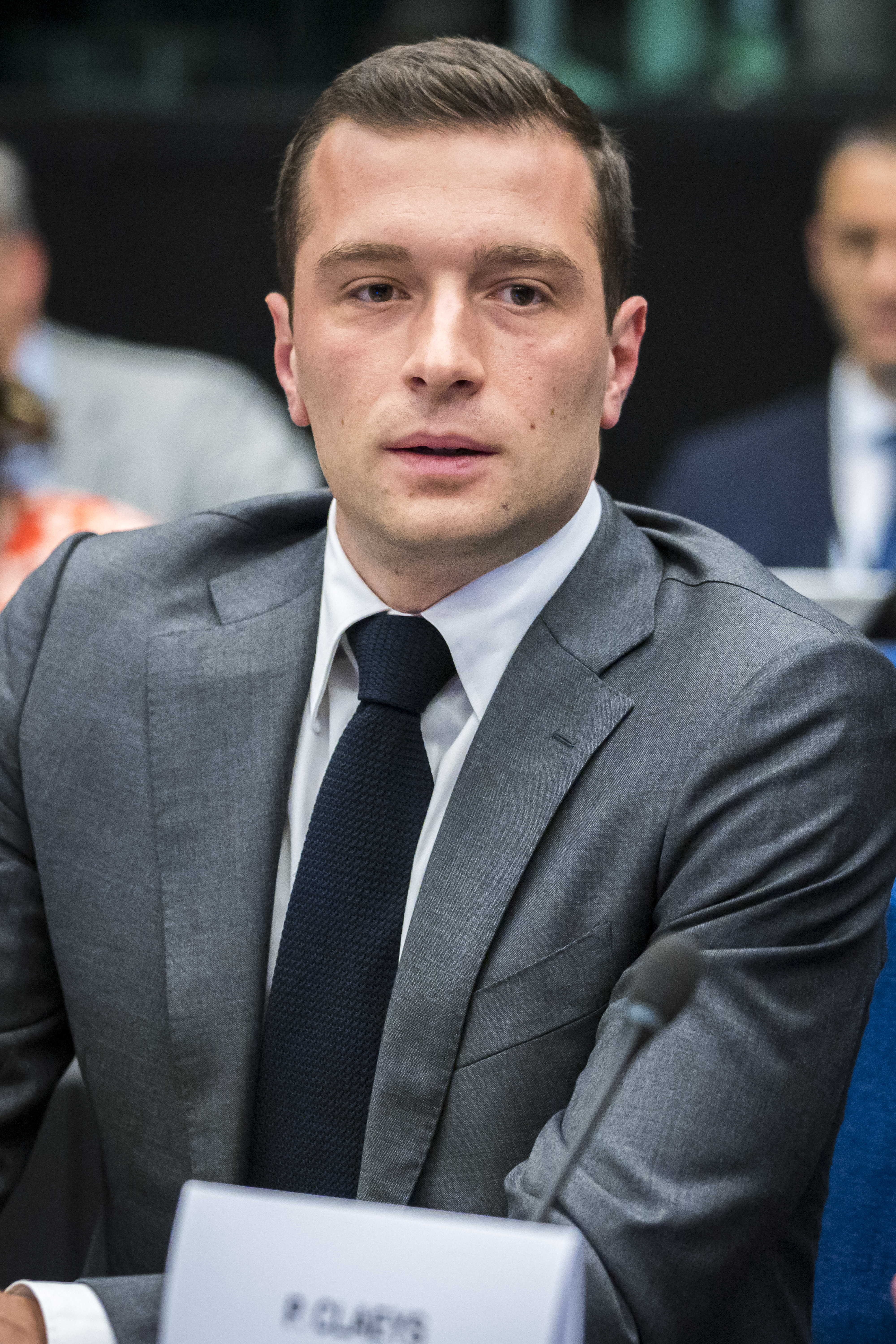
Jordan Bardella,
président du groupe des Patriotes pour l'Europe.

#### Évolution
Sont recensés ici les députés inscrits au groupe des Patriotes pour l'Europe (PfE). Le groupe est majoritairement lié au Patriotes.eu. Il s'agit du 3e groupe le plus nombreux avec 84 députés en début de législature.
Le député français Jordan Bardella du Rassemblement national (RN) est nommé président du groupe PfE.

#### Liste complète
| Nom                          | Parti ou affiliation nationale | Parti ou affiliation nationale     | Pays     | Parti ou affiliation européenne | Notes               |
| ---------------------------- | ------------------------------ | ---------------------------------- | -------- | ------------------------------- | ------------------- |
| Mathilde Androuët            |                                | Rassemblement national             | France   | Patriotes.eu                    |                     |
| Gerolf Annemans              |                                | Vlaams Belang                      | Belgique | Patriotes.eu                    |                     |
| Jordan Bardella              |                                | Rassemblement national             | France   | Patriotes.eu                    | Président du groupe |
| Nikola Bartusek              |                                | Serment                            | Tchéquie | Indépendante                    |                     |
| Christophe Bay               |                                | Rassemblement national             | France   | Patriotes.eu                    |                     |
| Rachel Blom                  |                                | Parti pour la liberté              | Pays-Bas | Patriotes.eu                    |                     |
| Barbara Bonte                |                                | Vlaams Belang                      | Belgique | Patriotes.eu                    |                     |
| Paolo Borchia                |                                | Ligue                              | Italie   | Patriotes.eu                    |                     |
| Mireia Borrás Pabón          |                                | Vox                                | Espagne  | PCRE                            |                     |
| Marie-Luce Brasier-Clain     |                                | Rassemblement national             | France   | Patriotes.eu                    |                     |
| Anna Bryłka                  |                                | Confédération                      | Pologne  | Indépendante                    |                     |
| Tomasz Buczek                |                                | Confédération                      | Pologne  | Indépendant                     |                     |
| Jorge Buxadé Villalba        |                                | Vox                                | Espagne  | PCRE                            |                     |
| Jaroslav Bzoch               |                                | ANO 2011                           | Tchéquie | Indépendant                     |                     |
| Susanna Ceccardi             |                                | Ligue                              | Italie   | Patriotes.eu                    |                     |
| Anna Maria Cisint            |                                | Ligue                              | Italie   | Patriotes.eu                    |                     |
| Marie Dauchy                 |                                | Rassemblement national             | France   | Patriotes.eu                    |                     |
| Valérie Deloge               |                                | Rassemblement national             | France   | Patriotes.eu                    |                     |
| Tamás Deutsch                |                                | Fidesz                             | Hongrie  | Indépendant                     |                     |
| Tom Diepeveen                |                                | Parti pour la liberté              | Pays-Bas | Patriotes.eu                    |                     |
| Elizabeth Dieringer          |                                | Parti de la liberté                | Autriche | Patriotes.eu                    |                     |
| Mélanie Disdier              |                                | Rassemblement national             | France   | Patriotes.eu                    |                     |
| Csaba Dömötör                |                                | Fidesz                             | Hongrie  | Indépendant                     |                     |
| Klára Dostálová              |                                | ANO 2011                           | Tchéquie | Indépendante                    | VP du groupe        |
| Marieke Ehlers               |                                | Parti pour la liberté              | Pays-Bas | Patriotes.eu                    |                     |
| Viktória Ferenc              |                                | Fidesz                             | Hongrie  | Indépendant                     |                     |
| Anne-Sophie Frigout          |                                | Rassemblement national             | France   | Patriotes.eu                    |                     |
| Angéline Furet               |                                | Rassemblement national             | France   | Patriotes.eu                    |                     |
| Kinga Gál                    |                                | Fidesz                             | Hongrie  | Indépendant                     | VP du groupe        |
| Jean-Paul Garraud            |                                | Rassemblement national             | France   | Patriotes.eu                    |                     |
| Juan Carlos Girauta          |                                | Vox                                | Espagne  | PCRE                            |                     |
| Catherine Griset             |                                | Rassemblement national             | France   | Patriotes.eu                    |                     |
| Enikő Győri                  |                                | Fidesz                             | Hongrie  | Indépendant                     |                     |
| András Gyürk                 |                                | Fidesz                             | Hongrie  | Indépendant                     |                     |
| Roman Haider                 |                                | Parti de la liberté                | Autriche | Patriotes.eu                    |                     |
| Gerald Hauser                |                                | Parti de la liberté                | Autriche | Patriotes.eu                    |                     |
| György Hölvényi              |                                | Parti populaire démocrate-chrétien | Hongrie  | Indépendant                     |                     |
| France Jamet                 |                                | Rassemblement national             | France   | Patriotes.eu                    |                     |
| Virginie Joron               |                                | Rassemblement national             | France   | Patriotes.eu                    |                     |
| Ondřej Knotek                |                                | ANO 2011                           | Tchéquie | Indépendant                     |                     |
| Kristopans Kristopans        |                                | Lettonie d'abord                   | Lettonie | MPCE                            |                     |
| Sebastian Kruis              |                                | Parti pour la liberté              | Pays-Bas | Patriotes.eu                    |                     |
| Tomáš Kubín                  |                                | ANO 2011                           | Tchéquie | Indépendant                     |                     |
| András László                |                                | Parti populaire démocrate-chrétien | Hongrie  | Indépendant                     |                     |
| Afroditi Latinopoulou        |                                | Voix de la Raison                  | Grèce    | Indépendant                     |                     |
| Fabrice Leggeri              |                                | Rassemblement national             | France   | Patriotes.eu                    |                     |
| Julien Leonardelli           |                                | Rassemblement national             | France   | Patriotes.eu                    |                     |
| Thierry Mariani              |                                | Rassemblement national             | France   | Patriotes.eu                    |                     |
| Jorge Martín Frías           |                                | Vox                                | Espagne  | PCRE                            |                     |
| Georg Mayer                  |                                | Parti de la liberté                | Autriche | Patriotes.eu                    |                     |
| Tiago Moreira de Sá          |                                | Chega                              | Portugal | Patriotes.eu                    |                     |
| Jana Nagyová                 |                                | ANO 2011                           | Tchéquie | Indépendant                     |                     |
| Aleksandar Nikolic           |                                | Rassemblement national             | France   | Patriotes.eu                    |                     |
| Philippe Olivier             |                                | Rassemblement national             | France   | Patriotes.eu                    |                     |
| Aldo Patriciello             |                                | Ligue                              | Italie   | Patriotes.eu                    |                     |
| Gilles Pennelle              |                                | Rassemblement national             | France   | Patriotes.eu                    |                     |
| Pascale Piera                |                                | Rassemblement national             | France   | Patriotes.eu                    |                     |
| Pierre Pimpie                |                                | Rassemblement national             | France   | Patriotes.eu                    |                     |
| Margarita de la Pisa Carrión |                                | Vox                                | Espagne  | PCRE                            |                     |
| Jaroslava Pokroná Jermanová  |                                | ANO 2011                           | Tchéquie | Indépendant                     |                     |
| Julie Rechagneux             |                                | Rassemblement national             | France   | Patriotes.eu                    |                     |
| André Rougé                  |                                | Rassemblement national             | France   | Patriotes.eu                    |                     |
| Julien Sanchez               |                                | Rassemblement national             | France   | Patriotes.eu                    |                     |
| Silvia Sardone               |                                | Ligue                              | Italie   | Patriotes.eu                    |                     |
| Ernő Schaller-Baross         |                                | Parti populaire démocrate-chrétien | Hongrie  | Indépendant                     |                     |
| Raffaele Stancanelli         |                                | Ligue                              | Italie   | Patriotes.eu                    |                     |
| Petra Steger                 |                                | Parti de la liberté                | Autriche | Patriotes.eu                    |                     |
| Sebastiaan Stöteler          |                                | Parti pour la liberté              | Pays-Bas | Patriotes.eu                    | VP du groupe        |
| Pál Szekeres                 |                                | Parti populaire démocrate-chrétien | Hongrie  | Indépendant                     |                     |
| António Tânger Corrêa        |                                | Chega                              | Portugal | Patriotes.eu                    | VP du groupe        |
| Hermann Tertsch              |                                | Vox                                | Espagne  | PCRE                            | VP du groupe        |
| Pierre-Romain Thionnet       |                                | Rassemblement national             | France   | Patriotes.eu                    |                     |
| Rody Tolassy                 |                                | Rassemblement national             | France   | Patriotes.eu                    |                     |
| Isabella Tovaglieri          |                                | Ligue                              | Italie   | Patriotes.eu                    |                     |
| Filip Turek                  |                                | Motoristé sobě                     | Tchéquie | Indépendant                     |                     |
| Matthieu Valet               |                                | Rassemblement national             | France   | Patriotes.eu                    |                     |
| Tom Vandendriessche          |                                | Vlaams Belang                      | Belgique | Patriotes.eu                    |                     |
| Roberto Vannacci             |                                | Ligue                              | Italie   | Patriotes.eu                    | VP du groupe        |
| Alexandre Varaut             |                                | Rassemblement national             | France   | Patriotes.eu                    |                     |
| Annamária Vicsek             |                                | Parti populaire démocrate-chrétien | Hongrie  | Indépendant                     |                     |
| Harald Vilimsky              |                                | Parti de la liberté                | Autriche | Patriotes.eu                    | VP du groupe        |
| Anders Vistisen              |                                | Parti populaire                    | Danemark | Indépendant                     |                     |
| Séverine Werbrouck           |                                | Rassemblement national             | France   | Patriotes.eu                    |                     |
| Auke Zijlstra                |                                | Parti pour la liberté              | Pays-Bas | Patriotes.eu                    |                     |

### Députés du groupe des Conservateurs et réformistes européens

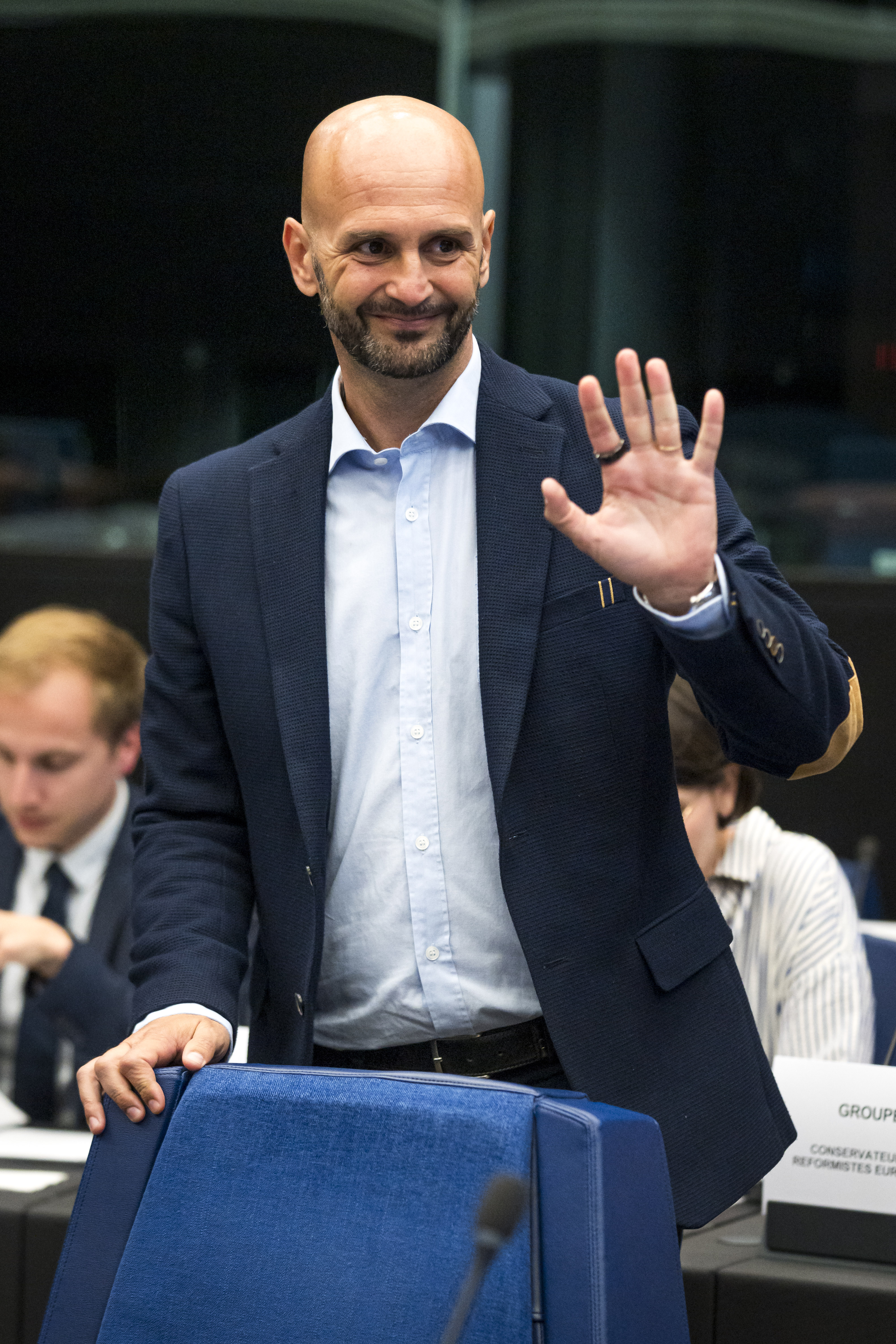
Nicola Procaccini,
co-président du groupe des Conservateurs et réformistes européens.

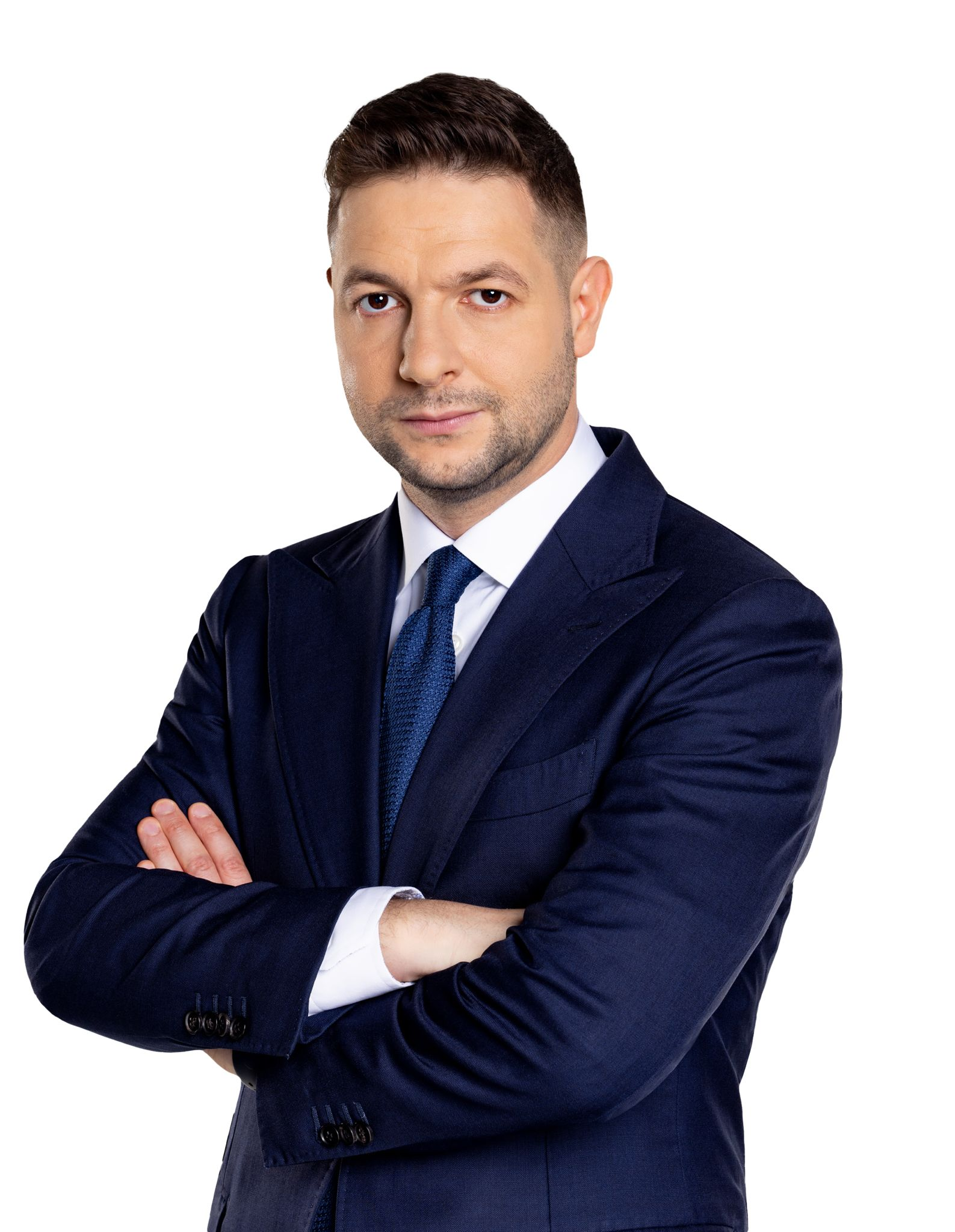
Patryk Jaki,
co-président du groupe des Conservateurs et réformistes européens.

#### Évolution
Sont recensés ici les députés inscrits au groupe des Conservateurs et réformistes européens (CRE). Le groupe est majoritairement lié au Parti des conservateurs et réformistes européens (CRE). Il s'agit du 4e groupe le plus nombreux avec 78 députés en début de législature.
Le député italien Nicola Procaccini des Frères d'Italie (FdI) et le député polonais Joachim Brudziński sont nommés co-présidents du groupe CRE. Ce dernier démissionne de son poste le 25 novembre 2025 et est remplacé par le député polonais Patryk Jaki le 17 décembre.

#### Liste complète
| Nom                      | Parti ou affiliation nationale | Parti ou affiliation nationale     | Pays     | Parti ou affiliation européenne | Notes                                             |
| ------------------------ | ------------------------------ | ---------------------------------- | -------- | ------------------------------- | ------------------------------------------------- |
| Galato Alexandraki       |                                | Solution grecque                   | Grèce    | Indépendant                     |                                                   |
| Adrian-George Axinia     |                                | Alliance pour l'unité des Roumains | Roumanie | Indépendant                     |                                                   |
| Stephen Nikola Bartulica |                                | Mouvement patriotique              | Croatie  | Indépendant                     |                                                   |
| Nicolas Bay              |                                | Identité-Libertés                  | France   | Indépendant                     |                                                   |
| Sergio Berlato           |                                | Frères d'Italie                    | Italie   | Parti ECR                       |                                                   |
| Adam Bielan              |                                | Droit et Justice                   | Pologne  | Parti ECR                       |                                                   |
| Tobiasz Bocheński        |                                | Droit et Justice                   | Pologne  | Parti ECR                       |                                                   |
| Joachim Brudziński       |                                | Droit et Justice                   | Pologne  | Parti ECR                       | Co-président du groupe (jusqu'au 25 oct. 2024)    |
| Waldemar Buda            |                                | Droit et Justice                   | Pologne  | Parti ECR                       |                                                   |
| Stefano Cavedagna        |                                | Frères d'Italie                    | Italie   | Parti ECR                       |                                                   |
| Carlo Ciccioli           |                                | Frères d'Italie                    | Italie   | Parti ECR                       |                                                   |
| Alessandro Ciriani       |                                | Frères d'Italie                    | Italie   | Parti ECR                       |                                                   |
| Giovanni Crosetto        |                                | Frères d'Italie                    | Italie   | Parti ECR                       |                                                   |
| Elena Donazzan           |                                | Frères d'Italie                    | Italie   | Parti ECR                       | VP de la comm. ITRE                               |
| Michal Dworczyk          |                                | Droit et Justice                   | Pologne  | Parti ECR                       |                                                   |
| Dick Erixon              |                                | Démocrates de Suède                | Suède    | Parti ECR                       |                                                   |
| Carlo Fidanza            |                                | Frères d'Italie                    | Italie   | Parti ECR                       |                                                   |
| Pietro Fiocchi           |                                | Frères d'Italie                    | Italie   | Parti ECR                       |                                                   |
| Emmanouil Fragkos        |                                | Solution grecque                   | Grèce    | Indépendant                     | VP de la comm. SANT                               |
| Alberico Gambino         |                                | Frères d'Italie                    | Italie   | Parti ECR                       | VP des comm. AFET et comm. SEDE                   |
| Geadis Geadi             |                                | Front populaire national           | Chypre   | Indépendant                     |                                                   |
| Chiara Gemma             |                                | Frères d'Italie                    | Italie   | Parti ECR                       |                                                   |
| Małgorzata Gosiewska     |                                | Droit et Justice                   | Pologne  | Parti ECR                       |                                                   |
| Paolo Inselvini          |                                | Frères d'Italie                    | Italie   | Parti ECR                       |                                                   |
| Patryk Jaki              |                                | Pologne souveraine                 | Pologne  | Indépendant                     | Co-président du groupe (à partir du 17 déc. 2024) |
| Nora Junco García        |                                | Se Acabó La Fiesta                 | Espagne  | Indépendante                    |                                                   |
| Mariusz Kamiński         |                                | Droit et Justice                   | Pologne  | Parti ECR                       |                                                   |
| Assita Kanko             |                                | Nieuw-Vlaamse Alliantie            | Belgique | ALE                             | VP du groupe                                      |
| Rihards Kols             |                                | Alliance nationale                 | Lettonie | Parti ECR                       |                                                   |
| Ondřej Krutílek          |                                | Parti démocratique civique         | Tchéquie | Parti ECR                       |                                                   |
| Jaak Madison             |                                | Indépendant                        | Estonie  | Indépendant                     |                                                   |
| Lara Magoni              |                                | Frères d'Italie                    | Italie   | Parti ECR                       |                                                   |
| Marlena Maląg            |                                | Droit et Justice                   | Pologne  | Parti ECR                       |                                                   |
| Mario Mantovani          |                                | Frères d'Italie                    | Italie   | Parti ECR                       | VP de la comm. JURI                               |
| Marion Maréchal          |                                | Identité-Libertés                  | France   | Indépendante                    |                                                   |
| Giuseppe Milazzo         |                                | Frères d'Italie                    | Italie   | Parti ECR                       |                                                   |
| Arkadiusz Mularczyk      |                                | Droit et Justice                   | Pologne  | Parti ECR                       |                                                   |
| Piotr Müller             |                                | Droit et Justice                   | Pologne  | Parti ECR                       |                                                   |
| Denis Nesci              |                                | Frères d'Italie                    | Italie   | Parti ECR                       |                                                   |
| Daniel Obajtek           |                                | Droit et Justice                   | Pologne  | Parti ECR                       |                                                   |
| Jacek Ozdoba             |                                | Pologne souveraine                 | Pologne  | Indépendant                     |                                                   |
| Guillaume Peltier        |                                | Identité-Libertés                  | France   | Indépendant                     |                                                   |
| Michele Picardo          |                                | Frères d'Italie                    | Italie   | Parti ECR                       |                                                   |
| Gheorghe Piperea         |                                | Alliance pour l'unité des Roumains | Roumanie | Indépendant                     |                                                   |
| Daniele Polato           |                                | Frères d'Italie                    | Italie   | Parti ECR                       |                                                   |
| Reinis Pozņaks           |                                | Liste Unie                         | Lettonie | Indépendant                     |                                                   |
| Nicola Procaccini        |                                | Frères d'Italie                    | Italie   | Parti ECR                       | Co-président du groupe                            |
| Ruggero Razza            |                                | Frères d'Italie                    | Italie   | Parti ECR                       |                                                   |
| Bert-Jan Ruissen         |                                | Parti politique réformé            | Pays-Bas | ECPM                            |                                                   |
| Bogdan Rzońca            |                                | Droit et Justice                   | Pologne  | Parti ECR                       | Président de la comm. PETI                        |
| Antonella Sberna         |                                | Frères d'Italie                    | Italie   | Parti ECR                       | VP du Parlement européen                          |
| Diego Solier             |                                | Se Acabó La Fiesta                 | Espagne  | Indépendant                     |                                                   |
| Marco Squarta            |                                | Frères d'Italie                    | Italie   | Parti ECR                       |                                                   |
| Kristoffer Hjort Storm   |                                | Démocrates danois                  | Danemark | Indépendant                     |                                                   |
| Şerban-Dimitrie Sturdza  |                                | Alliance pour l'unité des Roumains | Roumanie | Indépendant                     |                                                   |
| Beata Szydło             |                                | Droit et Justice                   | Pologne  | Parti ECR                       |                                                   |
| Dominik Tarczyński       |                                | Droit et Justice                   | Pologne  | Parti ECR                       |                                                   |
| Claudiu-Richard Târziu   |                                | Alliance pour l'unité des Roumains | Roumanie | Indépendant                     |                                                   |
| Georgiana Teodorescu     |                                | Alliance pour l'unité des Roumains | Roumanie | Indépendant                     |                                                   |
| Cristian Terheş          |                                | Parti national conservateur        | Roumanie | ECPM                            | VP de la comm. CONT                               |
| Beatrice Timgren         |                                | Démocrates de Suède                | Suède    | Parti ECR                       |                                                   |
| Waldemar Tomaszewski     |                                | Action électorale polonaise        | Lituanie | Parti ECR                       |                                                   |
| Francesco Torselli       |                                | Frères d'Italie                    | Italie   | Parti ECR                       |                                                   |
| Laurence Trochu          |                                | Identité-Libertés                  | France   | Indépendante                    |                                                   |
| Sebastian Tynkkynen      |                                | Parti des Finlandais               | Finlande | Indépendant                     |                                                   |
| Ivaylo Valchev           |                                | Il y a un tel peuple               | Bulgarie | Indépendant                     |                                                   |
| Kris Van Dijck           |                                | Nieuw-Vlaamse Alliantie            | Belgique | ALE                             |                                                   |
| Johan Van Overtveldt     |                                | Nieuw-Vlaamse Alliantie            | Belgique | ALE                             | Président de la comm. BUDG                        |
| Francesco Ventola        |                                | Frères d'Italie                    | Italie   | Parti ECR                       | VP de la comm. REGU                               |
| Aurelijus Veryga         |                                | LVŽS                               | Lituanie | Indépendant                     |                                                   |
| Mariateresa Vivaldini    |                                | Frères d'Italie                    | Italie   | Parti ECR                       |                                                   |
| Aleksandr Vondra         |                                | Parti démocratique civique         | Tchéquie | Parti ECR                       | VP du groupe                                      |
| Veronika Vrecionová      |                                | Parti démocratique civique         | Tchéquie | Parti ECR                       | Présidente de la comm. AGRI                       |
| Maciej Wąsik             |                                | Droit et Justice                   | Pologne  | Parti ECR                       |                                                   |
| Charlie Weimers          |                                | Démocrates de Suède                | Suède    | Parti ECR                       | VP de la comm. LIBE et du groupe                  |
| Jadwiga Wiśniewska       |                                | Droit et Justice                   | Pologne  | Parti ECR                       |                                                   |
| Anna Zalewska            |                                | Droit et Justice                   | Pologne  | Parti ECR                       |                                                   |
| Roberts Zīle             |                                | Alliance nationale                 | Lettonie | Parti ECR                       | VP du Parlement européen                          |
| Kosma Złotowski          |                                | Droit et Justice                   | Pologne  | Parti ECR                       | Q du Parlement européen                           |

### Députés du groupe Renew Europe

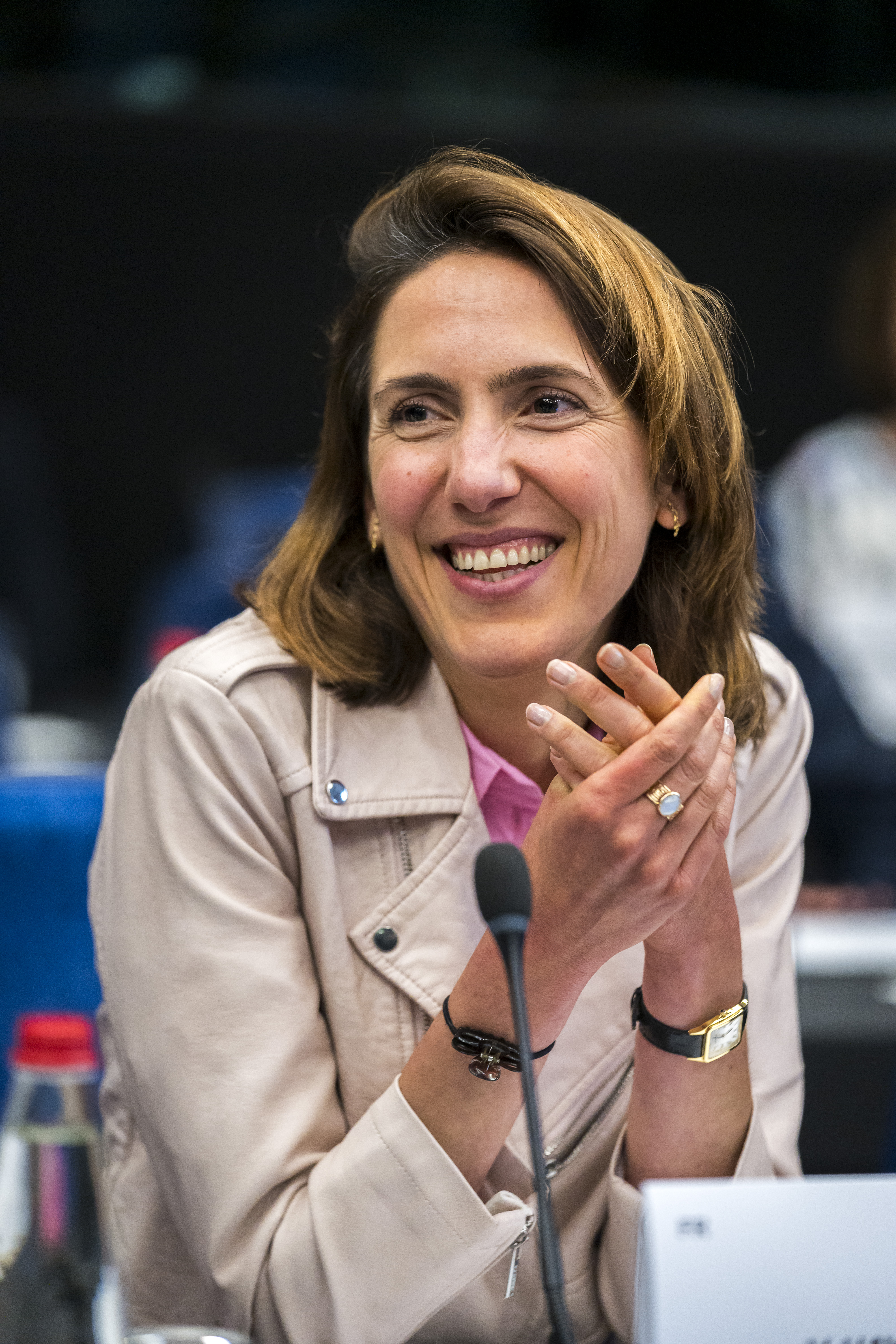
Valérie Hayer,
présidente du groupe des Renew Europe.

#### Évolution
Sont recensés ici les députés inscrits au groupe Renew Europe (Renew). Le groupe est majoritairement lié au Parti de l'Alliance des libéraux et des démocrates pour l'Europe (ALDE). Il s'agit du 5e groupe le plus nombreux avec 78 députés en début de législature.
La députée française Valérie Hayer de Renaissance (RE) est nommée présidente du groupe Renew.

#### Liste complète
| Nom                                 | Parti ou affiliation nationale | Parti ou affiliation nationale       | Pays       | Parti ou affiliation européenne | Notes                       |
| ----------------------------------- | ------------------------------ | ------------------------------------ | ---------- | ------------------------------- | --------------------------- |
| Oihane Agirregoitia Martínez        |                                | Parti nationaliste basque            | Espagne    | PDE                             |                             |
| Grégory Allione                     |                                | Renaissance                          | France     | Indépendant                     |                             |
| Abir Al-Sahlani                     |                                | Parti du centre                      | Suède      | ALDE                            | VP de la comm. DEVE         |
| Barry Andrews                       |                                | Fianna Fáil                          | Irlande    | ALDE                            | Président de la comm. DEVE  |
| Petras Auštrevičius                 |                                | Mouvement libéral                    | Lituanie   | ALDE                            |                             |
| Malik Azmani                        |                                | VVD                                  | Pays-Bas   | ALDE                            |                             |
| Jeannette Baljeu                    |                                | VVD                                  | Pays-Bas   | ALDE                            |                             |
| Dan Barna                           |                                | Union sauvez la Roumanie             | Roumanie   | ALDE                            | VP du groupe                |
| Stine Bosse                         |                                | Modérés                              | Danemark   | Indépendante                    | VP de la comm. SANT         |
| Gilles Boyer                        |                                | Horizons                             | France     | Indépendant                     |                             |
| Helmut Brandstätter                 |                                | NEOS                                 | Autriche   | ALDE                            |                             |
| Pascal Canfin                       |                                | Renaissance                          | France     | Indépendant                     |                             |
| Benoit Cassart                      |                                | Mouvement réformateur                | Belgique   | ALDE                            |                             |
| Olivier Chastel                     |                                | Mouvement réformateur                | Belgique   | ALDE                            |                             |
| Asger Christensen                   |                                | Venstre                              | Danemark   | ALDE                            |                             |
| Veronika Cifrová Ostrihoňová        |                                | Slovaquie progressiste               | Slovaquie  | ALDE                            |                             |
| João Cotrim Figueiredo              |                                | Initiative libérale                  | Portugal   | ALDE                            | VP du groupe                |
| Barry Cowen                         |                                | Fianna Fáil                          | Irlande    | ALDE                            |                             |
| Valérie Devaux                      |                                | Union des démocrates et indépendants | France     | ALDE                            |                             |
| Engin Eroglu                        |                                | Électeurs libres                     | Allemagne  | PDE                             |                             |
| Laurence Farreng                    |                                | Mouvement démocrate                  | France     | PDE                             |                             |
| Sigrid Friis Frederiksen            |                                | Radikale Venstre                     | Danemark   | ALDE                            |                             |
| Raquel García Hermida-Van der Walle |                                | Démocrates 66                        | Pays-Bas   | ALDE                            |                             |
| Gerben-Jan Gerbandy                 |                                | Démocrates 66                        | Pays-Bas   | ALDE                            | VP du groupe                |
| Andreas Glück                       |                                | Parti libéral-démocrate              | Allemagne  | ALDE                            |                             |
| Charles Goerens                     |                                | Parti démocratique                   | Luxembourg | ALDE                            | VP de la comm. AFCO         |
| Sandro Gozi                         |                                | Mouvement démocrate                  | France     | PDE                             |                             |
| Bart Groothuis                      |                                | VVD                                  | Pays-Bas   | ALDE                            |                             |
| Christophe Grudler                  |                                | Mouvement démocrate                  | France     | PDE                             |                             |
| Bernard Guetta                      |                                | Indépendant                          | France     | Indépendant                     |                             |
| Svenja Hahn                         |                                | Parti libéral-démocrate              | Allemagne  | ALDE                            |                             |
| Valérie Hayer                       |                                | Renaissance                          | France     | Indépendante                    | Présidente du groupe        |
| Anna-Maja Henriksson                |                                | Parti populaire suédois de Finlande  | Finlande   | ALDE                            | VP du groupe                |
| Martin Hojsík                       |                                | Slovaquie progressiste               | Slovaquie  | ALDE                            | VP du Parlement européen    |
| Ivars Ijabs                         |                                | Développement/Pour !                 | Lettonie   | ALDE                            | VP du groupe                |
| Irena Joveva                        |                                | Mouvement pour la liberté            | Slovénie   | Indépendante                    | VP du groupe                |
| Karin Karlsbro                      |                                | Les Libéraux                         | Suède      | ALDE                            | VP de la comm. INTA         |
| Ľubica Karvašová                    |                                | Slovaquie progressiste               | Slovaquie  | ALDE                            | VP de la comm. REGI         |
| Elsi Katainen                       |                                | Parti du centre                      | Finlande   | ALDE                            |                             |
| Billy Kelleher                      |                                | Fianna Fáil                          | Irlande    | ALDE                            | VP du groupe                |
| Fabienne Keller                     |                                | Renaissance                          | France     | Indépendante                    | Q du Parlement européen     |
| Michał Kobosko                      |                                | Pologne 2050                         | Pologne    | Indépendant                     |                             |
| Moritz Körner                       |                                | Parti libéral-démocrate              | Allemagne  | ALDE                            |                             |
| Katri Kulmuni                       |                                | Parti du centre                      | Finlande   | ALDE                            |                             |
| Ilhan Kyuchyuk                      |                                | Mouvement des droits et des libertés | Bulgarie   | ALDE                            | Président de la comm. JURI  |
| Nathalie Loiseau                    |                                | Horizons                             | France     | Indépendant                     |                             |
| Morten Løkkegaard                   |                                | Venstre                              | Danemark   | ALDE                            | VP du groupe                |
| Michael McNamara                    |                                | Indépendant                          | Irlande    | Indépendant                     |                             |
| Nikola Minchev                      |                                | Nous continuons le changement        | Bulgarie   | Indépendant                     | VP de la comm. IMCO         |
| Ciaran Mullooly                     |                                | Indépendant                          | Irlande    | Indépendant                     |                             |
| Cynthia Ní Mhurchú                  |                                | Fianna Fáil                          | Irlande    | ALDE                            |                             |
| Ľudovit Ódor                        |                                | Slovaquie progressiste               | Slovaquie  | ALDE                            | VP de la comm. ECON         |
| Jan-Christoph Oetjen                |                                | Parti libéral-démocrate              | Allemagne  | ALDE                            |                             |
| Urmas Paet                          |                                | Parti de la réforme d'Estonie        | Estonie    | ALDE                            | VP de la comm. AFET         |
| Hristo Petrov                       |                                | Nous continuons le changement        | Bulgarie   | Indépendant                     | VP de la comm. CULT         |
| Marjan Šarec                        |                                | Mouvement pour la liberté            | Slovénie   | Indépendante                    |                             |
| Christine Singer                    |                                | Électeurs libres                     | Allemagne  | PDE                             |                             |
| Marie-Agnes Strack-Zimmermann       |                                | Parti libéral-démocrate              | Allemagne  | ALDE                            | Présidente de la comm. SEDE |
| Joachim Streit                      |                                | Électeurs libres                     | Allemagne  | PDE                             |                             |
| Anna Stürgkh                        |                                | NEOS                                 | Autriche   | ALDE                            |                             |
| Eugen Tomac                         |                                | Parti Mouvement populaire            | Roumanie   | PPE                             |                             |
| Jana Toom                           |                                | Parti du centre d'Estonie            | Estonie    | ALDE                            |                             |
| Anouk Van Brug                      |                                | VVD                                  | Pays-Bas   | ALDE                            |                             |
| Brigitte Van Den Berg               |                                | Démocrates 66                        | Pays-Bas   | ALDE                            |                             |
| Ana Vasconcelos                     |                                | Initiative libérale                  | Portugal   | ALDE                            |                             |
| Vlad Vasile-Voiculescu              |                                | Union sauvez la Roumanie             | Roumanie   | ALDE                            |                             |
| Hilde Vautmans                      |                                | Open VLD                             | Belgique   | ALDE                            |                             |
| Marie-Pierre Vedrenne               |                                | Mouvement démocrate                  | France     | PDE                             |                             |
| Yvan Verougstraete                  |                                | Les Engagés                          | Belgique   | PDE                             | VP de la comm. ITRE         |
| Emma Wiesner                        |                                | Parti du centre                      | Suède      | ALDE                            |                             |
| Michal Wiezik                       |                                | Slovaquie progressiste               | Slovaquie  | ALDE                            |                             |
| Sophie Wilmès                       |                                | Mouvement réformateur                | Belgique   | ALDE                            | VP du Parlement européen    |
| Lucia Yar                           |                                | Slovaquie progressiste               | Slovaquie  | ALDE                            | VP de la comm. BUDG         |
| Stéphanie Yon-Courtin               |                                | Renaissance                          | France     | Indépendante                    | VP de la comm. PECH         |
| Dainius Žalimas                     |                                | Parti de la liberté                  | Lituanie   | ALDE                            | VP de la comm. FEMM         |

### Députés du groupe des Verts/Alliance libre européenne

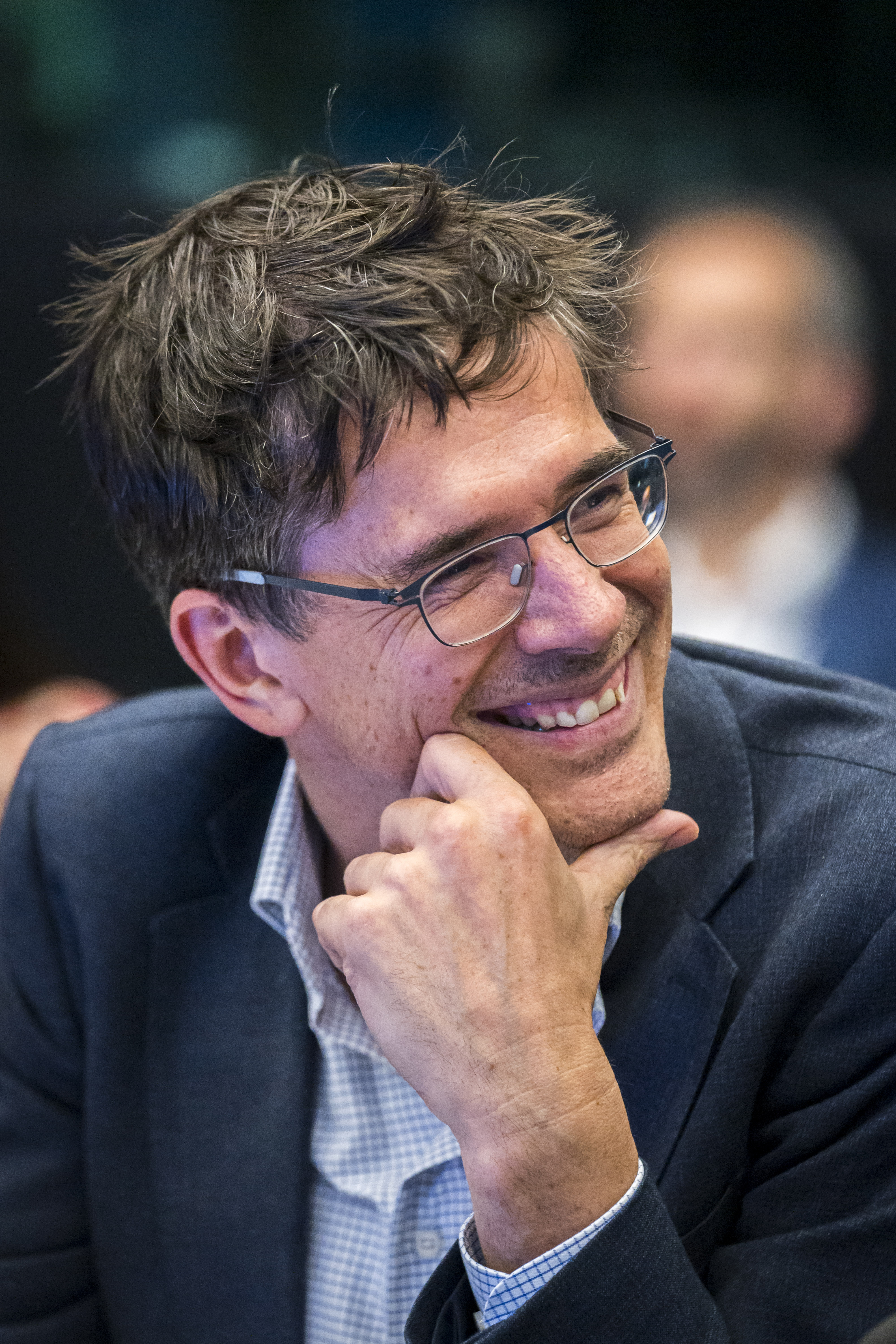
Bas Eickhout,
co-président du Groupe des Verts/Alliance libre européenne

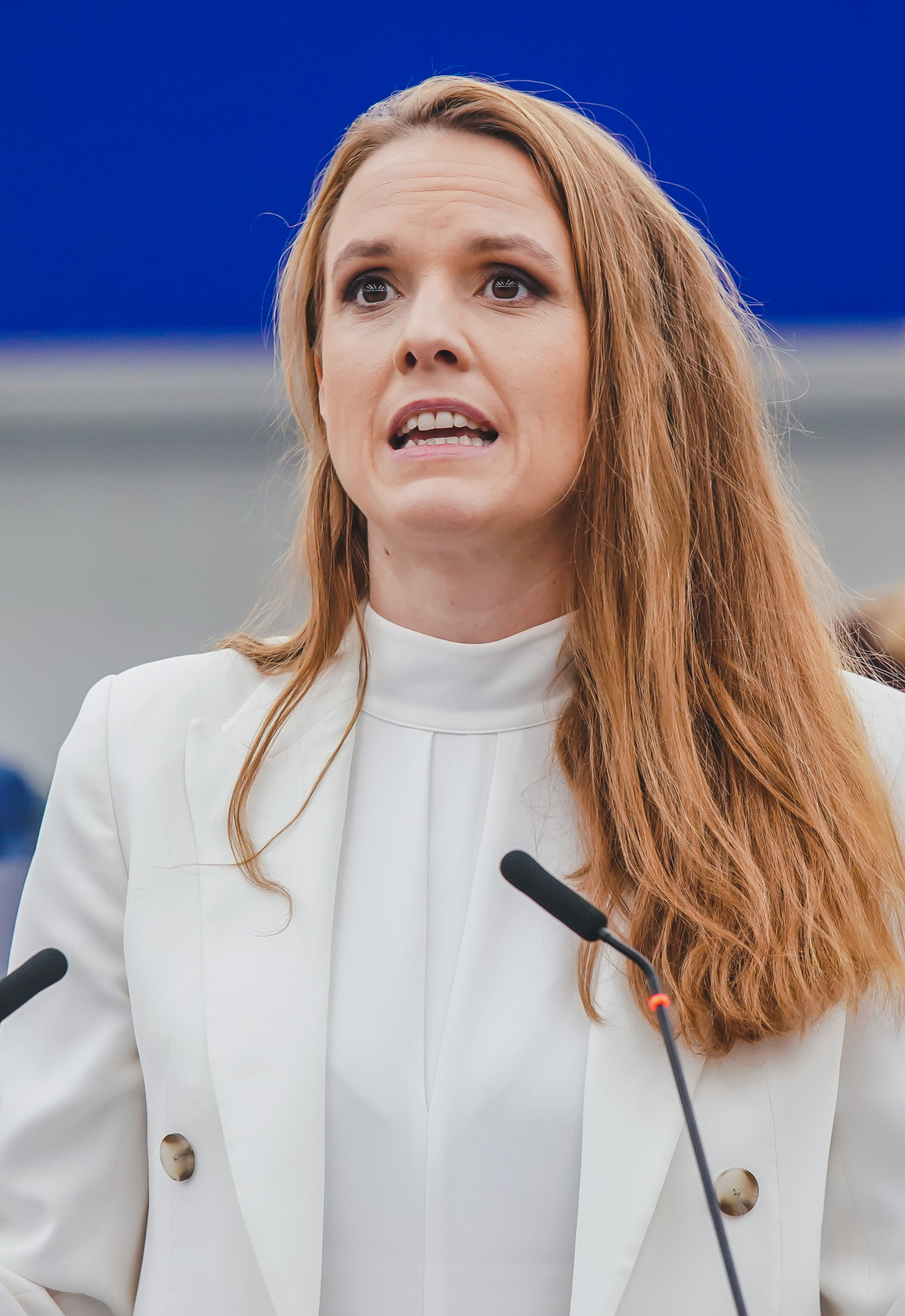
Terry Reintke,
co-présidente du Groupe des Verts/Alliance libre européenne

#### Évolution
Sont recensés ici les députés inscrits au Groupe des Verts/Alliance libre européenne (Verts/ALE). Le groupe est majoritairement lié au Parti vert européen (PVE) et à l'Alliance libre européenne (ALE). Il s'agit du 6e groupe, avec 53 députés en début de législature.
Le député néerlandais Bas Eickhout de la Gauche verte (GL) et la députée allemande Terry Reintke de l'Alliance 90/Les Verts sont nommés co-présidents du groupe Verts/ALE.

#### Liste complète
| Nom                     | Parti ou affiliation nationale | Parti ou affiliation nationale            | Pays       | Parti ou affiliation européenne | Notes                            |
| ----------------------- | ------------------------------ | ----------------------------------------- | ---------- | ------------------------------- | -------------------------------- |
| Rasmus Andresen         |                                | Alliance 90/Les Verts                     | Allemagne  | PVE                             |                                  |
| Jaume Asens Llodrà      |                                | Sumar                                     | Espagne    | Indépendant                     |                                  |
| Michael Bloss           |                                | Alliance 90/Les Verts                     | Allemagne  | PVE                             |                                  |
| Damian Boeselager       |                                | Volt Allemagne                            | Allemagne  | Volt                            | VP de la comm. ECON              |
| Gordan Bosanac          |                                | Nous pouvons !                            | Croatie    | PVE                             |                                  |
| Saskia Bricmont         |                                | Ecolo                                     | Belgique   | PVE                             |                                  |
| Mélissa Camara          |                                | Les Écologistes                           | France     | PVE                             |                                  |
| Anna Cavazzini          |                                | Alliance 90/Les Verts                     | Allemagne  | PVE                             | Présidente de la comm. IMCO      |
| David Cormand           |                                | Les Écologistes                           | France     | PVE                             |                                  |
| Bas Eickhout            |                                | Gauche verte                              | Pays-Bas   | PVE                             | Co-président du groupe           |
| Daniel Freund           |                                | Alliance 90/Les Verts                     | Allemagne  | PVE                             |                                  |
| Alexandra Geese         |                                | Alliance 90/Les Verts                     | Allemagne  | PVE                             |                                  |
| Markéta Gregorová       |                                | Parti pirate                              | Tchéquie   | PPEU                            |                                  |
| Cristina Guarda         |                                | Europe verte-Les Verts                    | Italie     | PVE                             | VP de la comm. PETI              |
| Martin Häusling         |                                | Alliance 90/Les Verts                     | Allemagne  | PVE                             |                                  |
| Pär Holmgren            |                                | Parti de l'environnement Les Verts        | Suède      | PVE                             |                                  |
| Alice Bah Kuhnke        |                                | Parti de l'environnement Les Verts        | Suède      | PVE                             | VP du groupe                     |
| Sergey Lagodinsky       |                                | Alliance 90/Les Verts                     | Allemagne  | PVE                             | VP du groupe                     |
| Katrin Langensiepen     |                                | Alliance 90/Les Verts                     | Allemagne  | PVE                             | VP de la comm. EMPL              |
| Isabella Lövin          |                                | Parti de l'environnement Les Verts        | Suède      | PVE                             | VP de la comm. DEVE              |
| Ignazio Marino          |                                | Indépendant                               | Italie     | Indépendant                     | VP du groupe                     |
| Erik Marquardt          |                                | Alliance 90/Les Verts                     | Allemagne  | PVE                             |                                  |
| Vincent Marzá Ibáñez    |                                | Compromís                                 | Espagne    | ALE                             |                                  |
| Sara Matthieu           |                                | Groen                                     | Belgique   | PVE                             |                                  |
| Tilly Metz              |                                | Les Verts                                 | Luxembourg | PVE                             | VP de la comm. SANT              |
| Ana Miranda Paz         |                                | Bloc nationaliste galicien                | Espagne    | ALE                             |                                  |
| Hannah Neumann          |                                | Alliance 90/Les Verts                     | Allemagne  | PVE                             |                                  |
| Ville Niinistö          |                                | Ligue verte                               | Finlande   | PVE                             |                                  |
| Rasmus Nordqvist        |                                | Parti populaire socialiste                | Danemark   | PVE                             |                                  |
| Maria Ohisalo           |                                | Ligue verte                               | Finlande   | PVE                             |                                  |
| Leoluca Orlando         |                                | Indépendant                               | Italie     | Indépendant                     |                                  |
| Jutta Paulus            |                                | Alliance 90/Les Verts                     | Allemagne  | PVE                             |                                  |
| Kira Marie Peter-Hansen |                                | Parti populaire socialiste                | Danemark   | PVE                             | VP de la comm. FISC et du groupe |
| Vladimir Prebilič       |                                | Vesna - Parti vert                        | Slovénie   | PVE                             |                                  |
| Terry Reintke           |                                | Alliance 90/Les Verts                     | Allemagne  | PVE                             | Co-présidente du groupe          |
| Diana Riba i Giner      |                                | Gauche républicaine de Catalogne          | Espagne    | ALE                             | VP de la comm. CULT et du groupe |
| Nela Riehl              |                                | Volt Allemagne                            | Allemagne  | Volt                            | Présidente de la comm. CULT      |
| Mounir Satouri          |                                | Les Écologistes                           | France     | PVE                             | Président de la comm. DROI       |
| Majdouline Sbai         |                                | Les Écologistes                           | France     | PVE                             |                                  |
| Lena Schilling          |                                | Les Verts - L'Alternative verte           | Autriche   | PVE                             |                                  |
| Benedetta Scuderi       |                                | Europe verte-Les Verts                    | Italie     | PVE                             |                                  |
| Virginijus Sinkevičius  |                                | Union des démocrates « Pour la Lituanie » | Lituanie   | PVE                             | VP de la comm. TRAN et du groupe |
| Villy Søvndal           |                                | Parti populaire socialiste                | Danemark   | PVE                             |                                  |
| Mārtiņš Staķis          |                                | Les Progressistes                         | Lettonie   | PVE                             |                                  |
| Nicolae Ștefănuță       |                                | Indépendant                               | Roumanie   | Indépendant                     | VP du Parlement européen         |
| Tineke Strik            |                                | Gauche verte                              | Pays-Bas   | PVE                             |                                  |
| Anna Strolenberg        |                                | Volt Pays-Bas                             | Pays-Bas   | Volt                            |                                  |
| Kai Tegethoff           |                                | Volt Allemagne                            | Allemagne  | Volt                            |                                  |
| Marie Toussaint         |                                | Les Écologistes                           | France     | PVE                             | VP du groupe                     |
| Reinier Van Lanschot    |                                | Volt Pays-Bas                             | Pays-Bas   | Volt                            |                                  |
| Kim Van Sparrentak      |                                | Gauche verte                              | Pays-Bas   | PVE                             |                                  |
| Catarina Vieira         |                                | Gauche verte                              | Pays-Bas   | PVE                             |                                  |
| Thomas Waitz            |                                | Les Verts - L'Alternative verte           | Autriche   | PVE                             |                                  |

### Députés du groupe de la Gauche

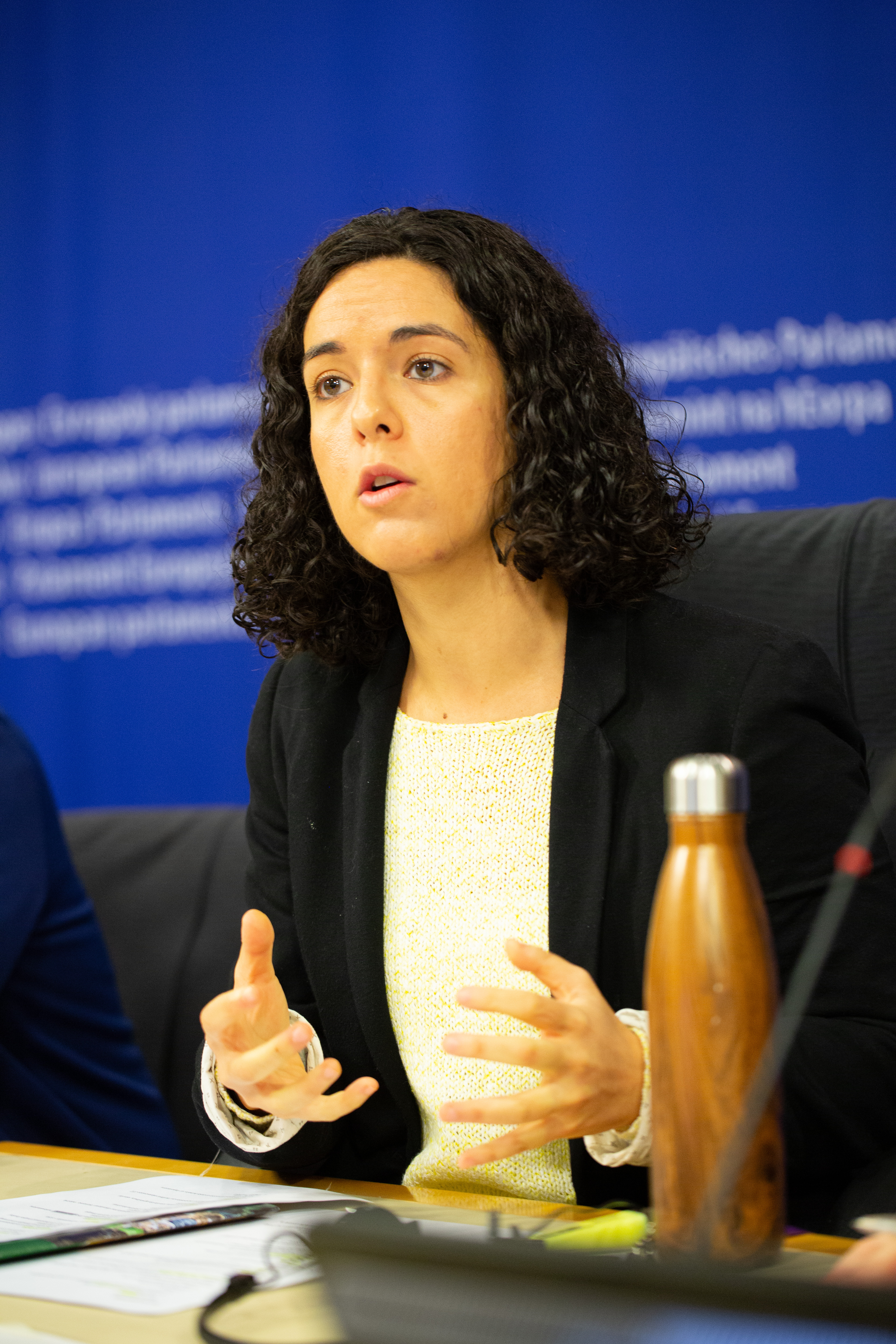
Manon Aubry,
co-présidente du groupe de la Gauche

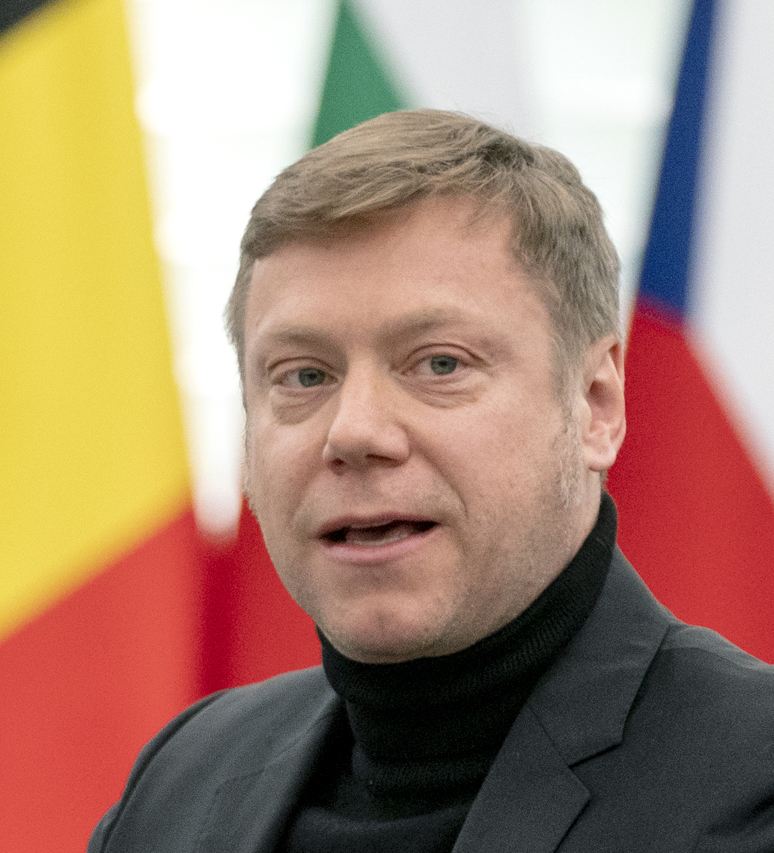
Martin Schirdewan,
co-président du groupe de la Gauche

#### Évolution
Sont recensés ici les députés inscrits au groupe de la Gauche (Gauche). Le groupe est majoritairement lié au Parti de la gauche européenne (PGE). Il s'agit 7e et avant-dernier plus petit groupe, avec 46 députés en début de législature.
La députée française Manon Aubry de la France insoumise (LFI) et le député allemand Martin Schirdewan de Die Linke (DL) sont nommés co-présidents du groupe de la Gauche.

#### Liste complète
| Nom                    | Parti ou affiliation nationale | Parti ou affiliation nationale      | Pays      | Parti ou affiliation européenne | Notes                                          |
| ---------------------- | ------------------------------ | ----------------------------------- | --------- | ------------------------------- | ---------------------------------------------- |
| Li Andersson           |                                | Alliance de gauche                  | Finlande  | MLP / NGL / PGE                 | Présidente de la comm. EMPL                    |
| Giuseppe Antoci        |                                | Mouvement 5 étoiles                 | Italie    | Indépendant                     |                                                |
| Konstantínos Arvanítis |                                | SYRIZA                              | Grèce     | PGE                             | VP du groupe                                   |
| Manon Aubry            |                                | La France insoumise                 | France    | MLP / PGE (observatrice)        | Co-présidente du groupe et VP de la comm. INTA |
| Pernando Barrena Arza  |                                | Euskal Herria Bildu                 | Espagne   | Indépendant                     |                                                |
| Marc Botenga           |                                | Parti du travail de Belgique        | Belgique  | Indépendant                     | VP du groupe                                   |
| Lynn Boylan            |                                | Sinn Féin                           | Irlande   | Indépendante                    |                                                |
| Damien Carême          |                                | La France insoumise                 | France    | MLP / PGE (observateur)         |                                                |
| Leïla Chaibi           |                                | La France insoumise                 | France    | MLP / PGE (observatrice)        |                                                |
| Per Clausen            |                                | Liste de l'unité                    | Danemark  | MLP / NGL / PGE                 |                                                |
| Danilo Della Valle     |                                | Mouvement 5 étoiles                 | Italie    | Indépendant                     |                                                |
| Özlem Demirel          |                                | Die Linke                           | Allemagne | PGE                             |                                                |
| Sebastian Everding     |                                | Parti de protection des animaux     | Allemagne | APEU                            |                                                |
| Nikolas Farantouris    |                                | SYRIZA                              | Grèce     | PGE                             |                                                |
| Luke Ming Flanagan     |                                | Indépendant                         | Irlande   | Indépendant                     |                                                |
| Emma Fourreau          |                                | La France insoumise                 | France    | MLP / PGE (observatrice)        |                                                |
| Kathleen Funchion      |                                | Sinn Féin                           | Irlande   | Indépendante                    |                                                |
| Mario Furore           |                                | Mouvement 5 étoiles                 | Italie    | Indépendant                     |                                                |
| Estrella Galán         |                                | Sumar                               | Espagne   | Indépendante                    | VP de la comm. LIBE                            |
| Hanna Gedin            |                                | Parti de gauche                     | Suède     | MLP / NGL                       | VP du groupe                                   |
| Giorgos Georgiou       |                                | Parti progressiste des travailleurs | Chypre    | Indépendant                     |                                                |
| Rima Hassan            |                                | La France insoumise                 | France    | MLP / PGE (observatrice)        |                                                |
| Anja Hazekamp          |                                | Parti pour les animaux              | Pays-Bas  | APEU                            | VP de la comm. ENVI                            |
| Rudi Kennes            |                                | Parti du travail de Belgique        | Belgique  | Indépendant                     |                                                |
| Élena Koundourá        |                                | SYRIZA                              | Grèce     | PGE                             | VP de la comm. TRAN                            |
| Merja Kyllönen         |                                | Alliance de gauche                  | Finlande  | MLP / NGL / PGE                 |                                                |
| Mimmo Lucano           |                                | Alliance des Verts et de la gauche  | Italie    | Indépendant                     |                                                |
| Catarina Martins       |                                | Bloc de gauche                      | Portugal  | MLP / PGE                       |                                                |
| Marina Mesure          |                                | La France insoumise                 | France    | MLP / PGE (observatrice)        |                                                |
| Irene Montero          |                                | Podemos                             | Espagne   | MLP                             | VP de la comm. FEMM et du groupe               |
| Carolina Morace        |                                | Mouvement 5 étoiles                 | Italie    | Indépendant                     |                                                |
| João Oliveira          |                                | Parti communiste portugais          | Portugal  | Indépendant                     |                                                |
| Younous Omarjee        |                                | La France insoumise                 | France    | MLP / PGE (observateur)         | VP du Parlement européen                       |
| Valentina Palmisano    |                                | Mouvement 5 étoiles                 | Italie    | Indépendant                     |                                                |
| Níkos Pappás           |                                | SYRIZA                              | Grèce     | PGE                             |                                                |
| Gaetano Pedulla'       |                                | Mouvement 5 étoiles                 | Italie    | Indépendant                     |                                                |
| Carola Rackete         |                                | Indépendante                        | Allemagne | Indépendante                    |                                                |
| Arash Saeidi           |                                | La France insoumise                 | France    | MLP / PGE (observateur)         |                                                |
| Ilaria Salis           |                                | Alliance des Verts et de la gauche  | Italie    | Indépendant                     |                                                |
| Jussi Saramo           |                                | Alliance de gauche                  | Finlande  | MLP / NGL / PGE                 |                                                |
| Martin Schirdewan      |                                | Die Linke                           | Allemagne | PGE                             | Co-président du groupe                         |
| Isabel Serra Sánchez   |                                | Podemos                             | Espagne   | MLP                             |                                                |
| Jonas Sjöstedt         |                                | Parti de gauche                     | Suède     | MLP / NGL                       |                                                |
| Anthony Smith          |                                | La France insoumise                 | France    | MLP / PGE (observateur)         |                                                |
| Dario Tamburrano       |                                | Mouvement 5 étoiles                 | Italie    | Indépendant                     |                                                |
| Pasquale Tridico       |                                | Mouvement 5 étoiles                 | Italie    | Indépendant                     | Président de la comm. FISC                     |

### Députés du groupe de L'Europe des nations souveraines

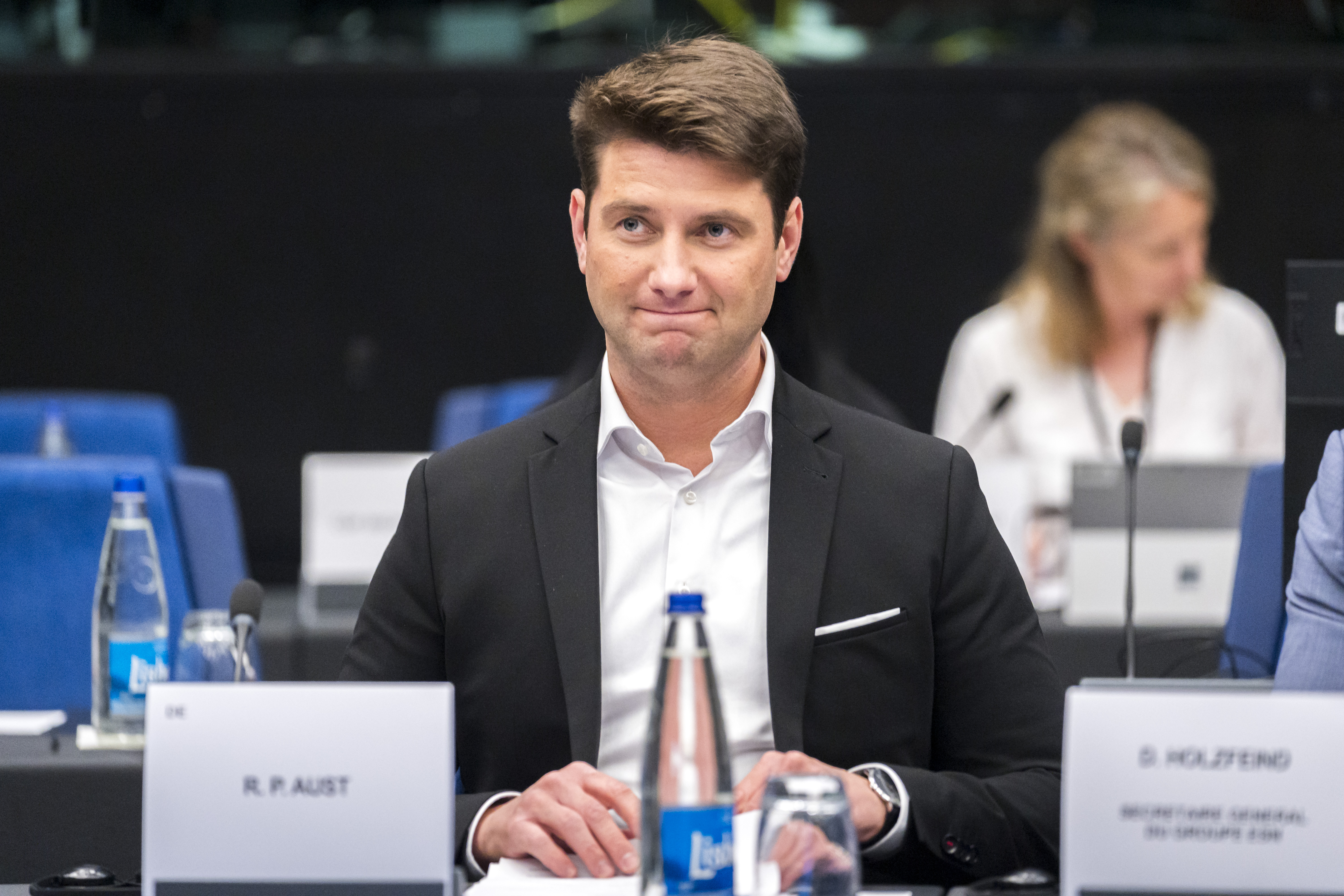
René Aust,
co-président du groupe de L'Europe des nations souveraines

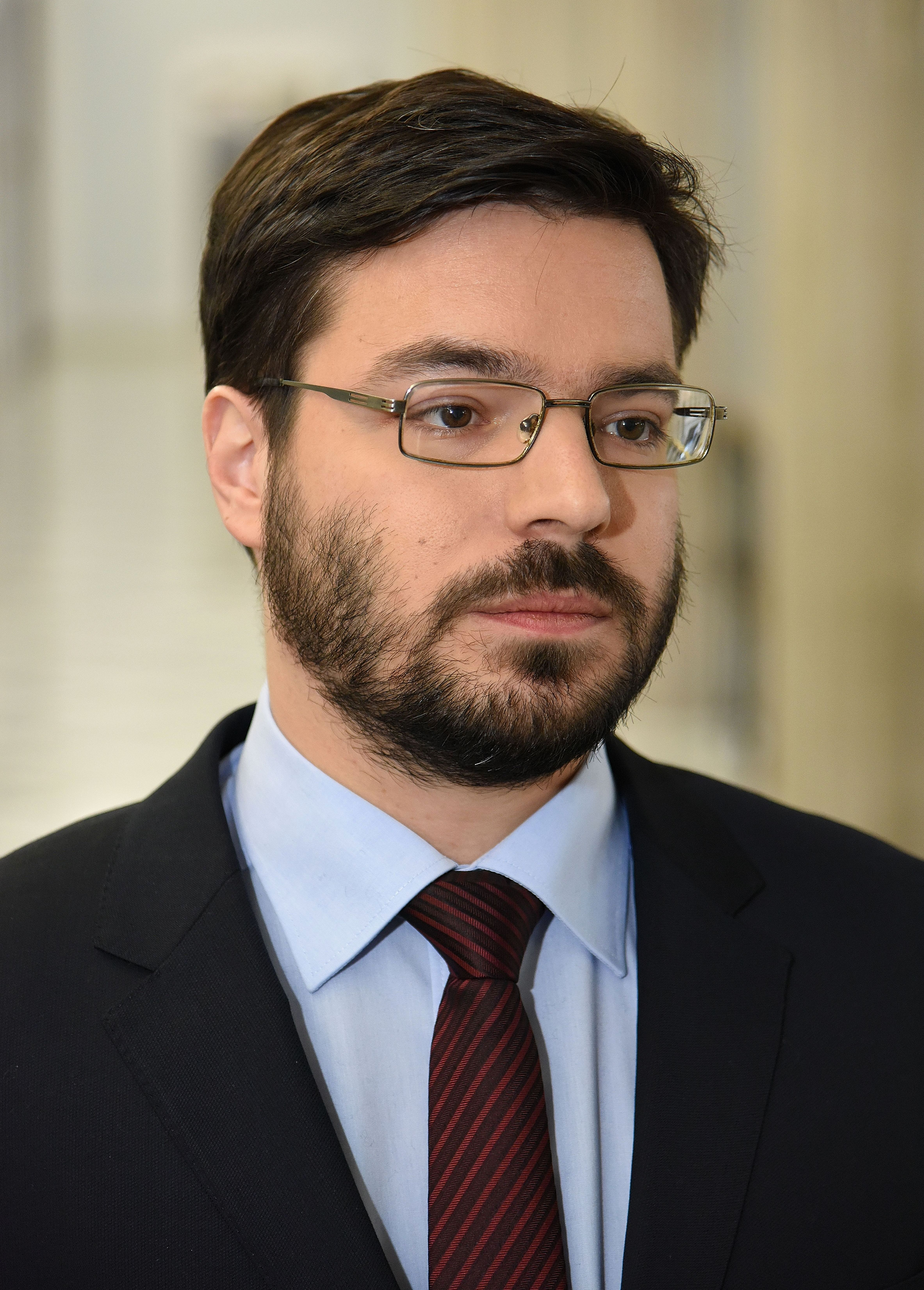
Stanisław Tyszka,
co-président du groupe de L'Europe des nations souveraines

#### Évolution
Sont recensés ici les députés inscrits au groupe de L'Europe des nations souveraines (ENS). Il s'agit 8e et plus petit groupe, avec 25 députés en début de législature.
Le député allemand René Aust de l'Alternative pour l'Allemagne (AfD) et le député polonais Stanisław Tyszka de la Confédération sont nommés co-présidents du groupe de L'Europe des nations souveraines.

#### Liste complète
| Nom                     | Parti ou affiliation nationale | Parti ou affiliation nationale | Pays      | Parti ou affiliation européenne | Notes                  |
| ----------------------- | ------------------------------ | ------------------------------ | --------- | ------------------------------- | ---------------------- |
| Christine Anderson      |                                | AfD                            | Allemagne | Indépendante                    |                        |
| Anja Arndt              |                                | AfD                            | Allemagne | Indépendante                    |                        |
| René Aust               |                                | AfD                            | Allemagne | Indépendant                     | Co-président du groupe |
| Arno Bausemer           |                                | AfD                            | Allemagne | Indépendant                     |                        |
| Zsuzsanna Borvendég     |                                | Mouvement Notre patrie         | Hongrie   | Indépendante                    |                        |
| Irmhild Boßdorf         |                                | AfD                            | Allemagne | Indépendante                    |                        |
| Markus Buchheit         |                                | AfD                            | Allemagne | Indépendant                     |                        |
| Petr Bystron            |                                | AfD                            | Allemagne | Indépendant                     |                        |
| Ivan David              |                                | Liberté et démocratie directe  | Tchéquie  | Indépendant                     |                        |
| Siegbert Frank Droese   |                                | AfD                            | Allemagne | Indépendant                     |                        |
| Tomasz Froelich         |                                | AfD                            | Allemagne | Indépendant                     |                        |
| Petras Gražulis         |                                | Union peuple et justice        | Lituanie  | Indépendante                    |                        |
| Marc Jongen             |                                | AfD                            | Allemagne | Indépendant                     |                        |
| Alexander Jungbluth     |                                | AfD                            | Allemagne | Indépendant                     |                        |
| Mary Khan               |                                | AfD                            | Allemagne | Indépendant                     |                        |
| Sarah Knafo             |                                | Reconquête!                    | France    | Indépendante                    | VP du groupe           |
| Rada Laykova            |                                | Renaissance                    | Bulgarie  | Indépendante                    |                        |
| Milan Mazurek           |                                | Republika                      | Slovaquie | Indépendant                     |                        |
| Hans Neuhoff            |                                | AfD                            | Allemagne | Indépendant                     |                        |
| Volker Schnurrbusch     |                                | AfD                            | Allemagne | Indépendant                     |                        |
| Alexander Sell          |                                | AfD                            | Allemagne | Indépendant                     |                        |
| Stanislav Stoyanov      |                                | Renaissance                    | Bulgarie  | Indépendante                    | VP du groupe           |
| Marcin Sypniewski       |                                | Confédération                  | Pologne   | Indépendant                     |                        |
| Stanisław Tyszka        |                                | Confédération                  | Pologne   | Indépendant                     | Co-président du groupe |
| Milan Uhrík             |                                | Republika                      | Slovaquie | Indépendant                     |                        |
| Petar Volgin            |                                | Renaissance                    | Bulgarie  | Indépendante                    |                        |
| Ewa Zajączkowska-Hernik |                                | Confédération                  | Pologne   | Indépendant                     |                        |

### Députés non-inscrits

#### Évolution
Sont listés ici les députés européens qui ne sont inscrits dans aucun groupe parlementaire. Ils sont 32 et proviennent de divers partis.

#### Liste complète
| Nom                         | Parti ou affiliation nationale | Parti ou affiliation nationale          | Pays       | Parti ou affiliation européenne | Notes |
| --------------------------- | ------------------------------ | --------------------------------------- | ---------- | ------------------------------- | ----- |
| Nikolaos Anadiotis          |                                | Mouvement démocrate patriote - Victoire | Grèce      | Indépendant                     |       |
| Monika Beňová               |                                | SMER – social-démocratie                | Slovaquie  | Indépendante                    |       |
| Sibylle Berg                |                                | Die PARTEI                              | Allemagne  | Indépendante                    |       |
| Ľuboš Blaha                 |                                | SMER – social-démocratie                | Slovaquie  | Indépendante                    |       |
| Grzegorz Braun              |                                | Confédération de la couronne polonaise  | Pologne    | Indépendant                     |       |
| Fabio De Masi               |                                | BSW                                     | Allemagne  | Indépendant                     |       |
| Ondřej Dostál               |                                | Indépendant                             | Pologne    | Indépendant                     |       |
| Ruth Firmenich              |                                | BSW                                     | Allemagne  | Indépendante                    |       |
| Thomas Geisel               |                                | BSW                                     | Allemagne  | Indépendant                     |       |
| Diana Iovanovici-Șoșoacă    |                                | S.O.S. Roumanie                         | Roumanie   | Indépendante                    |       |
| Taner Kabilov               |                                | Mouvement des droits et des libertés    | Bulgarie   | ALDE                            |       |
| Erik Kaliňák                |                                | SMER – social-démocratie                | Slovaquie  | Indépendant                     |       |
| Fernand Kartheiser          |                                | ADR                                     | Luxembourg | Parti ECR                       |       |
| Kateřina Konečná            |                                | Parti communiste de Bohême et Moravie   | Tchéquie   | PGE (observatrice)              |       |
| Judita Laššáková            |                                | SMER – social-démocratie                | Slovaquie  | Indépendant                     |       |
| Luis-Vicențiu Lazarus       |                                | S.O.S. Roumanie                         | Roumanie   | Indépendant                     |       |
| Lefteris Nikolaou-Alavanos  |                                | Parti communiste de Grèce               | Grèce      | ACE                             |       |
| Branislav Ondruš            |                                | HLAS – social-démocratie                | Slovaquie  | Indépendant                     |       |
| Fidías Panayiótou           |                                | Indépendant                             | Chypre     | Indépendant                     |       |
| Kostas Papadakis            |                                | Parti communiste de Grèce               | Grèce      | ACE                             |       |
| Alvise Pérez                |                                | Se Acabó La Fiesta                      | Espagne    | Indépendant                     |       |
| Friedrich Pürner            |                                | BSW                                     | Allemagne  | Indépendant                     |       |
| Katarína Neveďalová         |                                | SMER – social-démocratie                | Slovaquie  | Indépendant                     |       |
| Lukas Sieper                |                                | Parti du progrès                        | Allemagne  | Indépendant                     |       |
| Martin Sonneborn            |                                | Die PARTEI                              | Allemagne  | Indépendante                    |       |
| Malika Sorel                |                                | Indépendante                            | France     | Indépendante                    |       |
| Michael Von Der Schulenburg |                                | BSW                                     | Allemagne  | Indépendant                     |       |
| Jan-Peter Warnke            |                                | BSW                                     | Allemagne  | Indépendant                     |       |
| Elena Yoncheva              |                                | Mouvement des droits et des libertés    | Bulgarie   | ALDE                            |       |
| Maria Zacharia              |                                | Cap sur la liberté                      | Grèce      | Indépendant                     |       |

## Changements durant la législature

### Députés sortants et entrants du Parlement européen

#### Siège vacant
- Ondřej Kovařík ( Tchéquie, ANO 2011) démissionne le 30 juillet 2025, invoquant des raisons familiales.

#### Successions
| Député(e) sortant(e) | Parti               | Pays       | Groupe         | Groupe | Date de fin    | Cause                                                             |                         | Député(e) entrant(e) | Parti   | Groupe        | Date de début |
| -------------------- | ------------------- | ---------- | -------------- | ------ | -------------- | ----------------------------------------------------------------- | ----------------------- | -------------------- | ------- | ------------- | ------------- |
| Martin Hlaváček      | ANO 2011            | Tchéquie   |                | PfE    | 31 juill. 2024 | Renoncement pour raisons personnelles graves                      | Tomáš Kubín             | ANO 2011             | PfE     | 1er août 2024 |               |
| Predrag Matić        | SDP                 | Croatie    |                | S&D    | 23 août 2024   | Décès                                                             | Marko Vešligaj          | SDP                  | S&D     | 5 sept. 2024  |               |
| Balázs Győrffy       | Fidesz              | Hongrie    |                | PfE    | 1er sept. 2024 | Agression d'une femme alors qu'il était en état d'ébriété avancée | Csaba Dömötör           | Fidesz               | PfE     | 22 sept. 2024 |               |
| Marcin Kierwiński    | Plate-forme civique | Pologne    |                | PPE    | 25 sept. 2024  | Démission à la suite de sa nomination au Gouvernement Tusk III    | Hanna Gronkiewicz-Waltz | Plate-forme civique  | PPE     | 10 oct. 2024  |               |
| Sylvie Josserand     | RN                  | France     |                | PfE    | 26 sept. 2024  | Démissions à la suite de leur élection à l'Assemblée nationale    | Séverine Werbrouck      | RN                   | PfE     | 27 sept. 2024 |               |
| Gaëtan Dussausaye    | RN                  | France     | Christophe Bay | PfE    | 26 sept. 2024  | Démissions à la suite de leur élection à l'Assemblée nationale    |                         | RN                   | PfE     | 27 sept. 2024 |               |
| Henna Virkkunen      | Kok                 | Finlande   |                | PPE    | 30 nov. 2024   | Nomination à la commission von der Leyen II                       | Sirpa Pietikäinen       | Kok                  | PPE     | 1er déc. 2024 |               |
| Roxana Mînzatu       | PSD                 | Roumanie   |                | S&D    | 30 nov. 2024   | Nomination à la commission von der Leyen II                       | Andi Cristea            | PSD                  | S&D     | 2 déc. 2024   |               |
| Andrius Kubilius     | TS-LKD              | Lituanie   |                | PPE    | 30 nov. 2024   | Nomination à la commission von der Leyen II                       | Liudas Mažylis          | TS-LKD               | PPE     | 3 déc. 2024   |               |
| Christophe Hansen    | CSV                 | Luxembourg | Martine Kemp   | PPE    | 30 nov. 2024   | Nomination à la commission von der Leyen II                       | CSV                     | 5 déc. 2024          | PPE     |               |               |
| Maximilian Krah      | AfD                 | Allemagne  |                | NI     | 24 mars 2025   | Démission à la suite de son élection au Bundestag                 | Volker Schnurrbusch     | AfD                  | NI      | 4 avr. 2025   |               |
| Ondřej Kovařík       | ANO 2011            | Tchéquie   |                | PfE    | 30 juill. 2025 | Démission pour « raisons familiales ».                            | À venir                 | À venir              | À venir | À venir       |               |

### Députés ayant changé de groupe
| Député(e)           | Parti                                                 | Pays       | Groupe précédent | Groupe précédent | Date de changement | Nouveau groupe | Nouveau groupe |
| ------------------- | ----------------------------------------------------- | ---------- | ---------------- | ---------------- | ------------------ | -------------- | -------------- |
| Anna Bryłka         | Confédération                                         | Pologne    |                  | NI               | 1er oct. 2024      |                | PfE            |
| Tomasz Buczek       | Confédération                                         | Pologne    |                  | NI               | 1er oct. 2024      |                | PfE            |
| Nora Junco García   | Se Acabó La Fiesta                                    | Espagne    | 18 déc. 2025     | NI               |                    | CRE            |                |
| Diego Solier        | Se Acabó La Fiesta                                    | Espagne    | 18 déc. 2025     | NI               |                    | CRE            |                |
| Taner Kabilov       | Mouvement des droits et des libertés - Nouveau départ | Bulgarie   |                  | RE               | 23 déc. 2024       |                | NI             |
| Elena Yoncheva      | Mouvement des droits et des libertés - Nouveau départ | Bulgarie   |                  | RE               | 23 déc. 2024       |                | NI             |
| Milan Mazurek       | Republika                                             | Slovénie   |                  | NI               | 22 janv. 2025      |                | ENS            |
| Malika Sorel        | Indépendante                                          | France     |                  | PfE              | 19 avr. 2025       |                | NI             |
| Volker Schnurrbusch | AfD                                                   | Allemagne  |                  | NI               | 8 mai 2025         |                | ENS            |
| Fernand Kartheiser  | ADR                                                   | Luxembourg |                  | CRE              | 4 juin 2025        |                | NI             |